# Zona Norte de São Paulo
Dá-se genericamente o nome de Zona Norte de São Paulo (ou simplesmente ZN) à área do município de São Paulo situada ao norte do Rio Tietê, com exceção do distrito de Jaguara, que é administrado pela Subprefeitura da Lapa, sendo assim pertencente à Zona Oeste do município. 
Oficialmente, distinguem-se as seguintes zonas administrativas:
- Noroeste, que engloba as subprefeituras de Freguesia/Brasilândia, Pirituba/Jaraguá e Perus/Anhanguera.
- Nordeste, que engloba as subprefeituras de Santana/Tucuruvi, Casa Verde/Cachoeirinha, Vila Maria/Vila Guilherme e de Jaçanã/Tremembé.[5]

É a única região da cidade cortada pela linha imaginária do trópico de Capricórnio, onde há um marco construído no Horto Florestal. Tem suas origens ligadas ao período colonial, quando começou a ser ocupada por latifúndios e pequenas vilas destinadas a exploração agrícola e mineração e, posteriormente, à industrialização, tendo os bairros de Santana (1560) e Freguesia do Ó (1580), como primeiros núcleos de povoamento. Durante esse período, servia como importante rota de acesso para tropeiros e bandeirantes, que desbravavam o interior do país em direção às Minas Gerais. No século XIX, a área se desenvolveu de forma gradual, impulsionada por importantes obras de infraestrutura, como a Estrada de Ferro Cantareira, que conectava o bairro do Pari à Cantareira e ao município de Guarulhos, e a Estrada de Ferro Santos-Jundiaí, que integrava a região ao sistema ferroviário nacional. Além disso, a Ponte Grande desempenhou um papel estratégico ao ligar a região ao centro da cidade, facilitando o transporte e promovendo o crescimento local. No século XX, a urbanização se intensificou, impulsionada pela chegada de imigrantes e pela expansão das linhas de transporte público, como bondes de tração animal e eletrificados e, posteriormente, o metrô. 
Apesar de sua importância histórica, a região foi marcada por processos de urbanização dispersa, baixa densidade demográfica e fragmentação socioespacial, fatores que contribuíram para a manutenção de um padrão centro-periferia e para a reprodução de desigualdades urbanas. No entanto, a região preservou uma forte identidade comunitária, diversidade cultural e um patrimônio ambiental singular, com destaque para o Parque Estadual da Cantareira, uma das maiores florestas urbanas urbanas do mundo.
Atualmente, é uma região diversificada, que combina áreas residenciais e comerciais, sendo um polo de turismo de negócios devido aos importantes centros de feiras e exposições, de turismo ecológico por abrigar o Parque Estadual do Jaraguá, onde está localizado o Pico do Jaraguá (ponto mais alto da cidade) e o Parque da Cantareira; além de ser um centro de logística de transportação (Vila Maria). Abriga alguns dos maiores e mais importantes equipamentos de infraestrutura do Brasil, como o Terminal Rodoviário do Tietê (segundo maior do mundo, atrás do PABT em Nova Iorque),
 Holiday Inn Parque Anhembi (maior hotel do país), o Aeroporto Campo de Marte (primeiro do município e que abriga a maior frota de helicópteros do Brasil e do mundo) e o Arquivo Público do Estado de São Paulo (um dos maiores do país). Sedia anualmente a Marcha para Jesus, a Bienal Internacional do Livro de São Paulo e o Carnaval de São Paulo no Sambódromo do Anhembi.

## História

### Período pré-colonial
Antes da chegada dos colonizadores portugueses, a região era habitada por diversos grupos indígenas, como os Tupinambás e Guaranis, que viviam em harmonia com a Mata Atlântica. A região era rica em vegetação, fauna e cursos d'água, como o rio Tietê, que serviam como fonte de subsistência e transporte. Os habitantes praticavam caça, pesca e agricultura de subsistência, plantando mandioca, milho e outros alimentos. A relação espiritual dos indígenas com a natureza influenciava profundamente sua organização social e cultural. Esses grupos ocupavam áreas próximas ao Pico do Jaraguá, que é reconhecido como um território historicamente indígena e onde ainda hoje existe a aldeia Tekoah Itu, habitada por Guarani Mbya. Além disso, outras áreas ao longo do Alto Tietê também eram ocupadas por povos indígenas, como os Caiapós meridionais e os Kaingang.
Muitos nomes de localidades da região têm origem indígena, refletindo a presença e a influência dos povos originários. Exemplos incluem: Anhembi, que significa "rio dos anhembis" (uma espécie de ave); Anhanguera, que significa "diabo velho" ou "espírito maligno"; Carandiru "recipiente feito de carandá" (carandá é um tipo de palmeira); Tucuruvi, com o significado de "gafanhoto verde"; Imirim, que significa "rio pequeno" ou "pequeno riacho"; Jaraguá, que significa "senhor do vale" ou "vale dos senhores"; Mandaqui, que significa "rio dos mandis" (mandi é um tipo de peixe); Pirituba, que significa "ajuntamento de juncos" (piri é uma planta típica); e Tremembé, que significa "lugar de muitas árvores" ou "terra alagada". Esses topônimos, derivados principalmente do tupi, preservam a memória e a cultura dos povos indígenas que habitaram a região antes da colonização. 

### Brasil-colônia
A partir da fundação de São Paulo dos Campos de Piratininga em 1554, os colonizadores começaram a explorar as regiões além do núcleo urbano, incluindo a região. O rio Tietê tornou-se uma importante rota de navegação e sustentava a expansão das atividades econômicas e bandeirantes. A região começou a ser ocupada de forma esparsa, com pequenas propriedades agrícolas e aldeamentos jesuíticos, como o Aldeamento de Nossa Senhora da Conceição dos Guarulhos (fundado em 1560), que visavam catequizar os indígenas Guaianás e integrá-los ao sistema colonial.
Os primeiros exploradores e bandeirantes utilizaram a região como ponto de passagem para expedições em busca de indígenas para escravização e exploração de recursos naturais. Regiões como a Freguesia do Ó começaram a ser ocupadas no final deste século, quando o bandeirante Manuel Preto estabeleceu-se na área em 1580, acreditando na presença de ouro no Pico do Jaraguá, quase dois séculos antes de descobrirem metais preciosos e diamantes na futura Minas Gerais. Não só ali, também foi relatada presença do metal precioso na Serra da Cantareira e em Lavras, Guarulhos, na região onde séculos depois seria construído o Aeroporto Internacional de Guarulhos (Cumbica). A exploração mineral, liderada em parte por Afonso Sardinha (o Moço), marcou o início da mineração no Brasil, ainda que em pequena escala.
O mais antigo núcleo de povoamento na cidade ao norte do rio Tietê foi a Fazenda de Sant' Ana. A propriedade foi citada pela primeira vez em documentos no ano de 1560 pelo padre José de Anchieta. Os colonizadores lusos trouxeram índios escravos, se instalaram juntamente com jesuítas, que já haviam montado um colégio para a catequização. Já a Freguesia do Ó foi povoada em 1580, quando o bandeirante Manuel Preto tomou posse do lugar com sua família e índios escravos. Seu primeiro nome Citeo do Jaragoá, além das terras correspondentes aos atuais distritos de Pirituba e Limão.
Durante o século, ainda era vista como uma área periférica e rural. Apesar disso, a catequese, a mineração e a expansão agrícola começaram a modificar sua paisagem natural.
Embora a resistência indígena tenha sido significativa, a chegada dos europeus trouxe doenças como a varíola, contra as quais os povos originários não tinham imunidade, resultando em um grande declínio populacional. Ao final do século XVI, já apresentava os primeiros sinais de integração ao sistema colonial, com aldeamentos, exploração agrícola e mineração, mas ainda preservava áreas extensas de mata nativa.

### Século XVII
O século foi marcado pela expansão colonial no Brasil, com avanços significativos na ocupação e exploração do território. A região começou a ser ocupada de forma mais intensa, especialmente por bandeirantes e colonos que buscavam terras para cultivo e exploração de recursos naturais. A presença de rios, como o Rio Tietê, e a proximidade com a Serra da Cantareira tornaram a área estratégica para a expansão da vila de São Paulo.
Em 1600, Nossa Senhora da Conceição dos Guarulhos foi elevada à condição de freguesia, subordinada à vila de São Paulo de Piratininga. Com o declínio da mineração do ouro, a região de Guarulhos passou a ser ocupada por pequenas fazendas, onde criavam-se gado bovino e cavalos e plantava-se algodão, trigo e cana-de-açúcar, utilizando-se inicialmente a mão de obra escrava indígena e depois da mão de obra escrava negra, principalmente de origem sudanesa. No entanto, a agricultura sofreu com o clima úmido e frio, que acarretou em doenças nas plantas. As fazendas também sofriam com outros problemas, como enchentes e arraste de pontes na época úmida.
A Freguesia do Ó  também consolidou-se como um dos primeiros núcleos de ocupação da região. Em 1610, o bandeirante Manuel Preto solicitou autorização para construir uma capela dedicada a Nossa Senhora do Ó, que deu origem ao nome do bairro. A capela foi concluída em 1615, tornando-se um marco religioso e social da região. As terras da Freguesia incluíam o Pico do Jaraguá, onde se acreditava haver ouro, o que atraiu exploradores e bandeirantes para a área.
Outro marco importante foi a mineração de ouro na região de Guarulhos, iniciada em 1590 e intensificada no século XVII. As minas de ouro, descobertas por Afonso Sardinha (o Moço), utilizaram mão de obra indígena escravizada e contribuíram para o crescimento do aldeamento de Nossa Senhora da Conceição dos Guarulhos, fundado em 1560. Apesar do declínio da mineração no final do século, a atividade marcou a história da região e impulsionou a ocupação. Guarulhos foi um distrito paulistano de até 24 de março de 1880. 
A região do Mandaqui também começou a ser ocupada no século XVII. Em 1616, a Câmara da Vila de São Paulo autorizou Amador Bueno da Ribeira a construir um moinho de trigo às margens do Córrego Mandaqui, que deu nome ao bairro. A área era utilizada para atividades agrícolas e criação de gado, sendo um dos primeiros núcleos rurais da Zona Norte.
A expansão das bandeiras paulistas também teve impacto significativo. Essas expedições, organizadas por colonos paulistas, utilizavam a região como ponto de passagem para o interior. Os bandeirantes capturavam indígenas para escravização e exploravam recursos naturais, contribuindo para a destruição de aldeias indígenas e o desmatamento da Mata Atlântica. 
Em 1673 a Fazenda de Sant'Ana, propriedade da Companhia de Jesus passou a se desenvolver mais e somente após meio século os padres organizaram-na convenientemente, tornando-se a principal fazenda suburbana do Colégio de São Paulo dos Campos de Piratininga. Em seu auge a propriedade tinha seus limites a partir das imediações do Jardim da Luz, seguindo o rio Guaré (atual Tietê) até a Vila Maria na divisa com Guarulhos seguindo o leito do Tietê até o Rio Jundiaí englobando a Serra da Cantareira até Mairiporã.
Durante o período colonial, a vila de São Paulo desempenhava um papel secundário na economia, funcionando principalmente como um entreposto comercial. Os produtos que passavam pela vila tinham como destino centros exportadores, como o Rio de Janeiro, e eram transportados por tropas de burros, o único meio viável para atravessar a Serra da Cantareira, dadas as condições precárias das estradas da época. Por estar localizada entre o ponto de partida e o destino das mercadorias, São Paulo tornou-se um ponto estratégico de repouso para os tropeiros. Um desses pontos de parada, situado na direção norte da cidade, era conhecido como "Água Fria", que ficava no caminho para a cidade de Bragança Paulista. A vila, com suas características de pequeno entreposto, refletia o isolamento e a simplicidade de um arraial de sertanistas, típico do período colonial. Ao final do século já apresentava sinais de integração ao sistema colonial, com a formação de núcleos religiosos, atividades agrícolas e mineração.

### Século XVIII
Este século foi um período de consolidação e expansão da ocupação na área setentrional do Rio Tietê. A construção da Ponte Grande, aproximadamente em 1700, foi um marco importante para a integração da região com o núcleo urbano da cidade. Essa ponte de madeira, uma das primeiras sobre o Rio Tietê, na época era chamado de rio Guaré, facilitou o transporte de pessoas e mercadorias, conectando a região ao centro e impulsionando o crescimento econômico e social. A ponte foi construída a mando da Coroa Portuguesa, considerada a primeira obra de engenharia de São Paulo. Acredita-se que ela tenha sido construída por bandeirantes e trabalhadores indígenas, muitas vezes forçados a realizar essas obras sob o sistema de trabalho compulsório. Durante o século, a ponte era utilizada por bandeirantes, viajantes e comerciantes que transportavam produtos como açúcar, ouro, tabaco e gado pelo Caminho de São Paulo ou na Estrada Velha de Campinas. Recebeu ao longo do tempo cobertura de ferro fundido sobre pilares de pedra.  Sua arquitetura era robusta, projetada para suportar o peso de carroças carregadas e grandes grupos de pessoas e animais. O uso de técnicas rudimentares, porém eficazes, garantiu a durabilidade da construção, que permaneceu funcional por séculos.  
Na época a Freguesia do Ó consolidou-se como um dos principais núcleos de ocupação da região. A denominação de "freguesia" foi dada ao distrito a partir de um decreto da rainha de Portugal, Dona Maria I, em 15 de setembro de 1796, quando a Vila de São Paulo contava com apenas uma freguesia - a da Sé. No regime do "Padroado", ao dividir a Freguesia da Sé em três partes, ficou assim constituída a Vila do São Paulo: Freguesia da Sé, Freguesia da Penha e Freguesia de Nossa Senhora do Ó. O termo "Freguesia" vem da mudança aportuguesada do latim; "Filii Eclaesia" - Filhos da Igreja - que é a forma de "pertença", hoje denominada "Paróquia".A honraria foi a única que se manteve no nome oficial dentre os distritos paulistanos, e que foi concedida como uma forma de divisão do Episcopado, facilitando assim a vida dos fiéis moradores de regiões longínquas, que não mais precisariam se deslocar por horas para receberem amparo religioso. Os demais distritos, como o Brás, Penha e Santo Amaro, aos poucos deixaram de usá-lo nos nomes, e a Freguesia de Nossa Senhora do Ó passou a ser chamada simplesmente de "Freguesia do Ó". Em 1796, a igreja dedicada à Nossa Senhora do Ó foi elevada à categoria de paróquia, por decreto da rainha Dona Maria I. Essa mudança administrativa dividiu a Vila de São Paulo em três freguesias: Sé, Penha e Nossa Senhora do Ó. A paróquia tornou-se um ponto de referência para os moradores e contribuiu para o crescimento populacional e econômico.
Outro marco importante do período foi o Sítio Morrinhos, localizado no atual Jardim São Bento. Construído em 1702, o sítio foi uma residência rural e centro de produção agrícola, atuando como símbolo da ocupação e desenvolvimento da região durante o período colonial. Hoje, preservado como patrimônio histórico, ele abriga o Centro de Arqueologia de São Paulo.

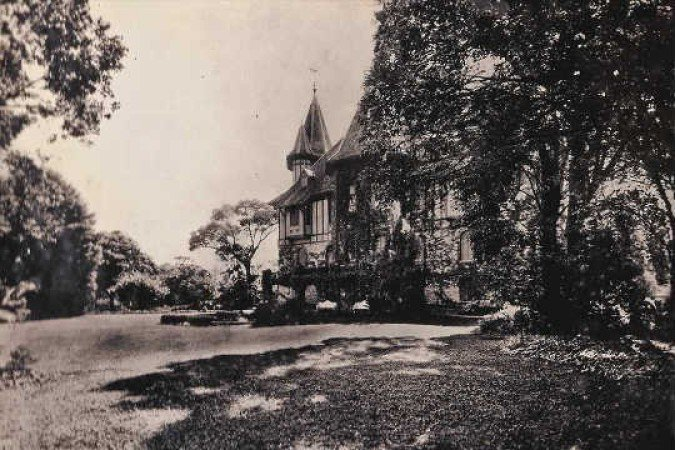
Palacete Baruel, edifício-sede da Chácara Baruel

A sede da Fazenda de Sant'Ana foi construída em 1734 ficava onde é hoje o CPOR/SP. Após 1768 passou a ser administrada pelo governo da Capitania de São Paulo, sendo fazenda Real, pois o Marquês de Pombal determinou a expulsão de todos os missionários e educadores situados no Reino de Portugal e em suas colônias, confiscando seus bens. Daí em diante a fazenda foi sendo dividida e subdividida, surgindo então o núcleo do atual bairro de Santana.
A economia da região nesse período era predominantemente agrícola, com a produção de alimentos como mandioca, milho, feijão e cana-de-açúcar. A criação de gado também começou a ganhar espaço, especialmente em áreas próximas ao Pico do Jaraguá e ao Horto Florestal. Essas atividades abasteciam a cidade de São Paulo e as expedições bandeirantes.

### Século XIX
No século XIX, a região era predominantemente rural, composta por chácaras, fazendas e pequenos núcleos populacionais. A agricultura, com o cultivo de mandioca, milho e feijão, abastecia o centro urbano de São Paulo, que começava a crescer. A proximidade com o Rio Tietê e seus afluentes facilitava o transporte de produtos, mas também trazia desafios, como enchentes frequentes. O Caminho de Água Fria foi importante no século XIX por ligar Santana ao caminho para Juquery, que conectava ao sul de Minas Gerais.
A urbanização da região começou a se consolidar durante o Ciclo do café, quando as antigas rotas de tropeiros se tornaram essenciais como pontos de passagem e repouso para transportadores. Com o advento do transporte ferroviário, os trilhos foram instalados em terrenos mais planos, próximos às várzeas e terraços fluviais, enquanto as rotas antigas, como a de Juquery, localizadas em terrenos sinuosos, perderam importância. Isso deixou bairros como Água Fria e Tremembé à margem do núcleo econômico, resultando em abandono.
Em 1852, Francisco Antônio Baruel adquiriu terras na atual zona norte de São Paulo, onde cultivava café, arroz, feijão, milho e cana, fabricava farinha e telhas por meio do trabalho de 30 escravos. As telhas fabricadas por ele no Sítio Morrinhos eram transportadas por canoas através dos rios rio Tietê e Tamanduateí até o Porto Geral. A propriedade estava localizada no atual bairro de Jardim São Bento. Em 1879, foi construído o Palacete Baruel, em estilo normando, que se tornou símbolo da riqueza da família. Após a morte de Francisco Antônio, seu filho, Francisco Nicolau Baruel, herdou a propriedade, destacando-se como farmacêutico, fundador da Farmácia Baruel, famosa no início do século XX e fundador da Baruel (empresa).
Em 1890, os descendentes da família mudaram-se para o Alto de Santana, numa área de 1 alqueire (24.250m²), chamada de Chácara Baruel. Nesta chácara semi-urbana foi erguida a casa de Dona Maria Baruel Galvão Bueno, hoje a Biblioteca Narbal Fontes. Após a morte de Nicolau Baruel a propriedade foi desapropriada, mas o projeto de transformá-la no Palácio de Verão do Governo foi cancelado, levando ao desmembramento e venda dos terrenos. A Capela de Santa Cruz, construída em 1895, também faz parte do legado da família.
Em 1874 foi criado o Hospital Geriátrico D. Pedro II, conhecido como Asilo dos Inválidos pois primeiramente atendia mendigos e idosos. Em 1906, começava a ser construído o prédio que permanece até hoje, com projeto e arquitetura de Francisco de Paula Ramos de Azevedo. 
Com o avanço do século, a região começou a se transformar, acompanhando o crescimento econômico e social da capital paulista. Santana, começou a se consolidar como um núcleo semiurbano com características aristocráticas, principalmente no Alto de Santana. A Rua Voluntários da Pátria (Estrada para Bragança), uma das principais vias da região, começou a se desenvolver como um eixo de ligação entre Santana e o centro da cidade, impulsionando o comércio local. A via é citada no Marco zero da cidade de São Paulo, localizado na Praça da Sé.
A antiga sede da Fazenda de Sant'Ana foi utilizada como residência para alguns dos funcionários do Governo Provincial tanto que em 1821, residiam no Solar dos Andradas, como era chamado o prédio, os conselheiros José Bonifácio de Andrade e Silva e Martim Francisco. No ano seguinte o império brasileiro começou a nascer na rua Alfredo Pujol, onde ficava a sede da fazenda, pois foi ali onde José Bonifácio de Andrada e Silva redigiu a famosa carta do Fico para D. Pedro I, que ajudou na independência do país. 
Em Pirituba a Fazenda Anastácio se destacava pelas plantações de café e de chá. Mais adiante, essa mesma fazenda seria comprada pelo brigadeiro Rafael Tobias de Aguiar e sua mulher, Domitila de Castro – a Marquesa de Santos. Eles provavelmente mudaram o nome para Fazenda Tobias. Em 1882 John Rudge, pai de João Maxwell Rudge, torna-se proprietário da área da margem direita do Tietê; João Maxwell torna o sitio local de próspera produção agricola na área do atual distrito da Casa Verde.
A construção de vias férreas como a Estrada de Ferro Santos-Jundiaí (1867) e a Estrada de Ferro Cantareira (1893), foi um marco importante para a região. A primeira inaugurada com intuito de interligar os municípios paulistas de Santos a Jundiaí e a segunda inicialmente usada para transportar água da Serra da Cantareira até o centro da cidade. 
A abolição da escravidão, em 1888, trouxe mudanças significativas para a região. Muitos ex-escravizados passaram a ocupar terrenos em áreas periféricas, construindo comunidades e vilas,  especialmente em distritos como Casa Verde, Cachoeirinha, Limão, Brasilândia e Freguesia do Ó. Essas regiões foram marcadas pela presença de famílias negras que, ao longo do tempo, construíram comunidades que preservam tradições culturais e históricas, sendo consideradas verdadeiros "quilombos urbanos". O sociólogo e escritor Tadeu Kaçula aborda essa herança no livro "Casa Verde: uma pequena África paulistana", publicado pela editora LiberArs em fevereiro de 2020. A obra destaca a Casa Verde como um dos bairros mais negros de São Paulo.
A influência dos fazendeiros fez com que, em 1885, fosse inaugurada a estação de Pirituba da São Paulo Railway, pela qual eram transportados imigrantes e carregamentos de café. A partir de 1898, instalaram-se em Pirituba inúmeras fábricas, que foram vitais para o desenvolvimento socioeconômico do distrito. Entre elas, podem ser citadas a Fábrica de Colla Paulista, a Cia. Armour do Brasil, a Fiat-Lux, o Lanifício Pirituba, a fábrica de pianos da Fritz Dobbert (antiga Pianofatura Paulista), a Cia. Anglo Brasileira de Indústria de Borracha, a Gessy-Lever e a Refinações de Milho Brasil (da marca Maizena). Em Santana se estabeleceu a fábrica da Klabin em 1899, localizada na Rua Voluntários da Pátria.
Com o aumento cada vez maior da população da cidade, que chegou a subir 43% entre os anos de 1836 e 1872, o centro urbano passou a se expandir para Leste e Sul. Enquanto isso, a região continuou com características rurais e fazia parte de um tipo de "cinturão" de chácaras residenciais e de veraneiro. Apesar do progresso, a área setentrional do Rio Tietê ainda enfrentava desafios, como a falta de saneamento básico e a precariedade de algumas áreas periféricas, mas o século XIX marcou o início de uma transformação que prepararia a região para o intenso processo de urbanização e industrialização que ocorreria no século seguinte.
No fim deste século a região das imediações da antiga Ponte Grande que atravessava o Rio Tietê, era conhecida como um local de recreio preferido por muitos paulistanos. À margem do Tietê e de seus canais subsidiários, tinham surgido vários restaurantes e lugares reservados a piqueniques. Entre eles havia, à margem de um canal que beirava a Rua Voluntários da Pátria, o recreio Bella Venezia, preferido pelos italianos e descendentes, que aos domingos e feriados realizavam longos passeios em barcos alugados. Na região da Ponte Grande existiam propriedades rurais, a principal delas pertencia ao General Couto de Magalhães, a "Chácara Ponte Grande" e abrigava um observatório astronômico e um Museu Indígena. O observatório, popularmente chamado de “Observatório da Ponte Grande”, é considerado o primeiro da cidade. Estima-se que tenha sido construído entre os anos 1865-1870 e tenha passado por demolição no final da década de 1930.
A chegada de imigrantes europeus, especialmente italianos e portugueses, mas também japoneses, espanhóis, ingleses, russos, holandeses e húngaros, foi outro fator importante para o desenvolvimento da região. Esses imigrantes, que inicialmente trabalhavam nas lavouras de café, começaram a migrar para São Paulo em busca de oportunidades nas indústrias e no comércio. Muitos deles se estabeleceram em distritos como Casa Verde, Limão e Vila Maria, onde encontraram terrenos mais acessíveis para construir suas casas.  No final do século, a urbanização começou a ganhar força em distritos como Santana e Tucuruvi. A proximidade com a Serra da Cantareira e o Horto Florestal fez com que a região também atraísse famílias mais abastadas, que buscavam áreas mais tranquilas e afastadas do centro urbano para construir chácaras e casarões. Ao mesmo tempo, bairros como Brasilândia e Tremembé começaram a se formar a partir do loteamento de grandes fazendas, atraindo trabalhadores e migrantes que buscavam melhores condições de vida.

### Século XX
A região passou por profundas transformações, deixando gradualmente de ser um espaço predominantemente rural para se tornar uma das áreas mais urbanizadas e diversificadas de São Paulo.O primeiro núcleo do povoamento no atual distrito do Tucuruvi data de 24 de outubro de 1903, quando o inglês Willian Harding adquiriu uma fazenda denominada Itaguaravi, na atual Parada Inglesa e, em 1912, fundou a Villa Harding, onde construiu sua imponente moradia, que também lhe servia de escritório, que passou a chamar-se Palacete Anglo-Parque. Era localizado no topo da colina na antiga Avenida Pires do Rio, o que proporcionava aos visitantes um lindo panorama da cidade de São Paulo. A Villa Harding foi demolida no final da década de 1970, e após quase sete anos, em seu lugar foi construída a Praça Arquiteto Flávio Império, que teve curto período de existência, e acabou dando lugar ao prédio que abriga hoje a sede da Prefeitura Regional de Santana/Tucuruvi. Em pouco tempo o bairro foi se transformando em área tipicamente urbana, com a construção de casas populares e alguns prédios comerciais concentrados nas imediações da estação do Tramway da Cantareira, construída e inaugurada em 1913. 
Em 1904, foi inaugurado o Hospital São Luiz Gonzaga, com o nome de Leprosário Guapira, e tinha a finalidade de cuidar de doentes que sofriam de lepra. A partir de 1932, o nome foi alterado e passou a tratar também de doentes de tuberculose. Nesse local também foram feitas as primeiras cirurgias cardíacas e realizado o Primeiro Congresso Brasileiro de Tuberculose. O Hospital Psiquiátrico Pinel, fundado em 1952, é uma das instituições mais importantes no campo da saúde mental da cidade. Inspirado nas ideias do médico francês Philippe Pinel, pioneiro na humanização do tratamento psiquiátrico, o hospital foi criado com o objetivo de oferecer um modelo de cuidado mais ético e centrado no paciente, rompendo com os métodos tradicionais e muitas vezes abusivos dos manicômios da época. Com o avanço da Reforma Psiquiátrica Brasileira, iniciada na década de 1980, o hospital adaptou-se às novas diretrizes, priorizando tratamentos menos isolados e mais integrados à comunidade..
A Estrada de Ferro Perus-Pirapora, inaugurada em 1910, desempenhou um papel fundamental no desenvolvimento da região, conectando a região às áreas de extração de calcário em Cajamar e Pirapora do Bom Jesus. Essa ferrovia foi essencial para o transporte de matéria-prima destinada à produção de cimento, consolidando a importância industrial da região. Em 1924, o bairro entrou para a história da indústria brasileira ao sediar a primeira fábrica de cimento do país, a Brazilian Portland Cement. Entre 1962 e 1969, os operários da Companhia de Cimento Portland Perus protagonizaram a histórica "Greve dos Sete Anos", um dos movimentos trabalhistas mais longos do Brasil, utilizando a filosofia da não-violência ativa para reivindicar melhores condições de trabalho e o pagamento de salários atrasados.
O Cemitério Chora Menino, oficialmente chamado de Cemitério de Santana, foi inaugurado em 1897. O nome "Chora Menino" está envolto em lendas e histórias que marcaram a região. Uma das versões mais conhecidas remonta a um antigo chalé em ruínas, onde, segundo relatos populares, uma mulher teria jogado recém-nascidos abandonados em um vale próximo, atraindo urubus. O choro das crianças, ouvido por quem passava, seria, na verdade, o som do vento nos eucaliptos ou de gatos no cio. Outra explicação para o nome está relacionada às epidemias que atingiram a cidade, como a de varíola em 1875 e a de gripe espanhola em 1918, que causaram a morte de muitas crianças e jovens. Durante esses períodos, os pais choravam a perda de seus filhos na capela do cemitério, o que teria dado origem ao nome.
O bairro da Vila Maria foi fundado em 1917, através do loteamento do Sítio Bela Vista pela Companhia Paulistana de Terrenos. O nome teria sido dado em homenagem à esposa de um dos antigos proprietários daquelas terras. As ruas do bairro receberam os nomes dos diretores e corretores da Companhia Paulista de Terrenos, como Guilherme Cotching, Thomaz Speers, Antônio da Silva e Eugênio de Freitas. Até 1918, a travessia do rio Tietê para se chegar à Vila Maria só era possível de barco. Naquele ano foi construída uma ponte de madeira. Mas os barcos continuaram sendo de grande utilidade, já que as inundações eram freqüentes na região. Os habitantes do Belenzinho, localizado na margem oposta do Tietê, utilizavam de veículos com tração animal. O alimento básico desses animais era o capim. E pelo fato da região da Vila Maria ser formada por capinzais, alguns "comerciantes" atravessavam o rio com seus carroções e os carregavam com feixes da planta, que depois eram comercializados às pessoas que possuíam animais de tração.

#### Militares e revoltas paulistas
A Força Pública do Estado de São Paulo, entidade que mais tarde se tornaria a Polícia Militar do Estado, chegou a região norte em 1832, um ano depois de ser criada. A região onde hoje se situa o Aeroporto Campo de Marte no início do século XX era utilizada como espaço para exercícios militares de infantaria e cavalaria da Força Pública. Uma a extensa área verde localizada no distrito do Tucuruvi, foi comprada em 1904 pelo Governo, passando a ser propriedade do 1º Batalhão da Força Pública, sendo denominada como Invernada da Força Pública. A Capela de São Sebastião do Barro Branco, cujos resquícios estão localizados nos arredores da Invernada, foi um importante ponto religioso, conhecido como capela "dos Militares".
Instrutores do Exército francês foram contratados pelo governo de Jorge Tibiriçá para treinar os militares e apelidaram o terreno de Santana de "Champ de Mars", em referência ao parque urbano parisiense Campo de Marte, nome que foi traduzido literalmente e permanece até hoje. Em 1920, o governo estadual, em parceria com a Força Pública, decidiu criar uma escola de aviação militar no local, que foi escolhido por sua proximidade com o Quartel da Luz e por já estar à disposição da corporação. 
E em 1929 o Campo de Marte foi inaugurado, sendo o primeiro terminal aeroportuário de São Paulo, e um dos mais antigos aeroportos do país. A região teve papel significativo em importantes eventos da história brasileira, como a Revolta Paulista de 1924 e a Revolução Constitucionalista de 1932. A Revolta de 1924 foi uma tentativa de derrubar o governo federal liderado por Artur Bernardes, sendo o maior conflito armado ocorrido na cidade de São Paulo até então. Durante o levante, confrontos intensos ocorreram na região, e o 4º Batalhão de Caçadores, localizado em Santana, foi uma das bases militares utilizadas pelas forças governistas.
Já na Revolução de 1932, que buscava a reconstitucionalização do Brasil e a oposição ao governo autoritário de Getúlio Vargas, a ZN foi novamente palco de batalhas estratégicas. O aeroporto, por exemplo, foi bombardeado pela aviação federal, pois seus pilotos haviam se aliado ao movimento constitucionalista. Após o conflito, os aviões do local foram transferidos para o Campo dos Afonsos, no Rio de Janeiro. Outro ponto estratégico foi o Mirante de Santana, de onde os paulistas utilizavam metralhadoras para enfrentar as tropas governistas, apelidadas de "vermelhinhos".
E na Invernada da Polícia Militar foram criados posteriormente a Academia do Barro Branco (1944), o Canil da PM (1950), o Presídio Militar Romão Gomes foi criado em 1957, destinado a policiais que cometeram crimes, além do Hospital da Polícia Militar (1978).

#### Década de 1930-2000
O distrito do Mandaqui tornou-se um reduto de imigrantes europeus, que se instalaram em chácaras na área, próximas à Serra da Cantareira e Horto Florestal. A família Zumkeller, suiços de origem alemã, se instalou ao lado do atual Conjunto dos Bancários. Plantavam videiras, produziam vinho e criaram gado leiteiro. Em 1928 Alfredo Zumkeller, o patriarca da família, dividiu suas propriedades com os filhos, que começaram a loteá-las. O senhor Zumkeller foi homenageado com uma das vias do distrito. 
O distrito do Tremembé nasceu do desmembramento da fazenda da família Vicente de Azevedo em chácaras e glebas médias, no final do século XIX. Tudo indica que a sede da fazenda ficava na esquina da Avenida Nova Cantareira com a Rua Maria Amália Lopes Azevedo, por isso o nome Fazendinha para a região. Na década de 1910 os filhos de Pedro Vicente de Azevedo e Maria Amália Lopes de Azevedo criaram a Cia Villa Albertina de Terrenos, dando início ao loteamento em moldes urbanos. Devido a seu relevo e vegetação de pé da serra, que lembravam paisagens europeias, foi muito procurado por imigrantes europeus no começo do século.
Previamente conhecido como Uroguapira ou Guapira, pois acreditava-se que houvesse ouro no local, o distrito do Jaçanã adquiriu este nome em 1930, devido a uma ave ribeirinha que se caracteriza pelo tom avermelhado do peito e que abundava na região. O nome antigo permaneceu em locais como a Avenida Guapira e no Clube Guapira.
Neste século a região se integrou por completo com a metrópole através de importantes obras de urbanização e a integração com a malha viária e de transporte público. No dia 7 de agosto de 1890, houve a inauguração da primeira linha de bonde de tração animal, puxados por burros, da Cia. São Paulo e Construtora, que conectava a Ponte Grande ao Alto de Santana. Essa linha operou até maio de 1907, quando foi encerrada após uma revolta popular devido ao mau serviço prestado. Foi a última linha de bonde de tração animal a circular na cidade. Posteriormente, os bondes elétricos substituíram os de tração animal, desempenhando um papel importante na mobilidade urbana. Por solicitação das Irmãs do Colégio Santana, no ano de 1908, a linha de bonde elétrico, que até então não percorria o bairro de Santana, foi prolongada da Ponte Grande até a colina de Santana, visando atender alunas e funcionários.
A construção de vias férreas como a Estrada de Ferro Santos-Jundiaí e a Estrada de Ferro Cantareira também desempenhou um papel crucial na integração da região. Essa infraestrutura facilitou o deslocamento de moradores e estimulou a ocupação dos bairros próximos às estações, como nos distritos de Pirituba, Perus, Jaraguá, Santana (bairros de Carandiru, Chora Menino, Santa Terezinha e Vila Pauliceia), Tucuruvi (Parada Inglesa, Invernada e Vila Mazzei), Mandaqui, Tremembé (Horto), Jaçanã e Vila Galvão em Guarulhos Outros meios de transporte também foram utilizados na região, como os trólebus, veículos elétricos sem trilhos, que ligavam o Alto de Santana aos distritos da Lapa, Freguesia do Ó, Penha e às divisas das cidades de Juqueri e Guarulhos. Essa foi a primeira referência conhecida à implantação de um sistema de trólebus em São Paulo e no Brasil. No começo dos anos 1920, a chegada da energia elétrica, do saneamento básico, de água encanada e dos bondes elétricos colaboraram para a urbanização da região.
Posteriormente, os ônibus começaram a ganhar espaço, complementando a rede de transporte público, alem disso, houve a inauguração das rodovias Anhanguera, Dutra, Fernão Dias, Bandeirantes, Ayrton Senna a construção da Marginal Tietê (1957), das pontes do Limão, da Casa Verde, Olavo Egydio Setúbal, Cruzeiro do Sul, do Piqueri, Cebolão, Domingos Franciulli Netto (1981); a abertura de avenidas Raimundo Pereira de Magalhães (1924), Santos Dumont, Cruzeiro do Sul, Engenheiro Caetano Álvares, Braz Leme, Inajar de Souza, Luís Dumont Vilares (1980), a inauguração de estações da Linha 7 da CPTM (1960) e da Linha 1 do Metrô de São Paulo - Jabaquara ↔ Santana (1975), do Terminal Rodoviário Tietê (1982) e por último a conclusão da extensão norte da Linha 1 até o distrito do Tucuruvi (1998). Todos esses projetos consolidaram a região como um dos principais eixos de transporte da cidade, que através da Rodoviária conecta a capital a mais de mil localidades no Brasil e na América do Sul. Apesar de sua relevância, o Tramway da Cantareira foi desativado em 1964, reflexo da modernização e expansão do transporte público em São Paulo, como a introdução de ônibus e automóveis particulares, que tomaram o lugar das linhas férreas urbanas.
Durante as décadas de 1930 e 1940, com incentivo fiscal do Governo Vargas, distritos como Perus, Anhanguera, Limão, Brasilândia e Vila Nova Cachoeirinha começaram a se formar a partir do loteamento de chácaras e fazendas, atraindo migrantes nordestinos e de outras regiões do Brasil, que buscavam trabalho nas indústrias e no comércio da capital. Esses novos moradores enfrentaram desafios relacionados à falta de infraestrutura, mas contribuíram para a diversidade cultural e social da região.
A partir da década de 1950, a urbanização acelerou, com distritos como Santana e Tucuruvi passando por intensa verticalização, acompanhada pela construção de edifícios residenciais e comerciais. Os distritos de Santana e da Freguesia do Ó foram conectados à cidade com a construção de pontes: a Ponte das Bandeiras (1942) deu lugar a obsoleta Ponte Grande construída por volta do ano de 1700 e Ponte da Freguesia do Ó (1956), que substituiu a antiga ponte de madeira feita em 1741. Na década de 1970, a administração do prefeito Olavo Setúbal realizou a canalização dos rios Cabuçu e Verde. 
Recebeu centros comerciais e empreendimentos destinados ao turismo de negócios localizados em Santana e em Vila Guilherme, como o Parque Anhembi, o segundo maior centro de eventos da América Latina (1970), o Shopping Center Norte (1984), o Auditório Elis Regina (1985), o Shopping Lar Center (1987), o Sambódromo do Anhembi, projetado por Oscar Niemeyer (1991) e o Expo Center Norte (1993).
O crescimento da região também trouxe desafios, como a ocupação irregular de áreas periféricas, especialmente em distritos como Brasilândia e Tremembé, que enfrentaram problemas relacionados à falta de saneamento básico e serviços públicos adequados.

### Século XXI
No século atual a ZN tradicionalmente percebida como uma região periférica e secundária em relação ao Centro Expandido e às zonas Sul e Oeste tem experimentado um processo de transformação por um intenso processo de modernização e desenvolvimento urbano, com destaque para a implementação de grandes projetos habitacionais e de infraestrutura. O distrito de Santana configura como um polo gastronômico  e uma das áreas mais valorizadas da região. Em 2023 ficou em nono lugar entre os bairros mais valorizados da capital de acordo com o Índice FipeZAP+ de venda residencial.
Recebeu obras importantes como o Novotel Center Norte (2000), o Holiday Inn Anhembi (2004), o Santana Parque Shopping (2007), a Ponte Governador Orestes Quércia, também conhecida como “Estadiadinha” (2011), o Tietê Plaza Shopping (2013) e o Cantareira Norte Shopping (2016). 
Além desses projetos, a região tem recebido investimentos em infraestrutura de transporte e mobilidade urbana. A expansão da Linha 6 do Metrô de São Paulo, prevista para conectar distritos como Brasilândia e Freguesia do Ó ao centro da cidade, é um dos principais marcos desse período junto com o trecho norte do Rodoanel Mário Covas.

## Geografia
A região norte localizada ao norte do Rio Tietê e é delimitada pela encosta sul da Serra da Cantareira. Essa região pertence ao Parque Estadual da Cantareira, reserva possuidora de 7 916 hectares — o equivalente a 8 mil campos de futebol —, sendo, portanto, uma das maiores florestas urbanas do planeta, e faz parte da Reserva da Biosfera do Cinturão Verde da cidade de São Paulo pela UNESCO. Apresenta também normas rígidas de preservação da mata atlântica nativa, portando poucas trilhas.
Limita-se com o município de Caieiras ao norte; Mairiporã ao noroeste; Cajamar ao nordeste; Guarulhos ao leste; Zona Oeste paulistana ao sudoeste; Zona Leste paulistana ao sudeste e com a Zona Central paulistana ao sul. Em razão da conurbação e por motivos históricos, costumeiramente os moradores e o mercado imobiliário tratam alguns bairros do município de Guarulhos, como pertencentes à região em ambas as cidades.

### Relevo
As áreas de maior altitude da região são o Pico do Jaraguá, ponto mais alto do município, elevando-se a uma altitude de 1 135 metros, além de picos da Serra da Cantareira nos distritos de Brasilândia, Perus e Tremembé. A maior parte do seu território é acidentado, com diversas altitudes. A topografia das regiões de várzea do Tietê são planas e mais baixas, pois apresentam baixos terraços pluviais, mantidos por cascalhos e aluviões antigos (720-730m). Ao longo dessa área há um espesso solo turfoso escuro que estende-se até os sopes mais suaves das colinas, exemplos: Marginal Tietê, Centro de Santana, Casa Verde Baixa, Anhembi Parque e Vila Maria Baixa.
A partir das colinas de Santana, começa a apresentar elevação considerável caracterizada por altas colinas e espigões secundários nas abas das primitivas plataformas interfluviais das colinas paulistas de 750 a 810 metros, geologicamente esses terrenos são formados por materiais xistosos e graníticos sendo o topo coberto por material sedimentar, exemplos Alto de Santana, Jardim São Paulo, Jardim Pery Alto, Vila Maria Alta, Alto do Mandaqui e Casa Verde Alta.
A presença do Trópico de Capricórnio, que atravessa a região sentido leste-oeste, marca uma divisão geográfica significativa e influenciando o clima local. Essa diversidade geográfica impacta diretamente a ocupação urbana e as condições climáticas, com distritos mais próximos à serra apresentando temperaturas mais amenas do que as áreas urbanizadas próximas ao Tietê.

### Hidrografia
A hidrografia é dominada pelo Rio Tietê, que atravessa a cidade no sentido leste-oeste e desempenha um papel estratégico, tanto histórico quanto econômico. Além do Tietê, a região conta com diversos córregos e rios menores que descem da Serra da Cantareira e desembocam no Tietê. Apesar de sua importância histórica e ambiental, muitos desses cursos d’água foram canalizados devido à expansão urbana e enfrentam problemas de poluição, enchentes e assoreamento.
O abastecimento de água da região é feito pela Sabesp através do Sistema Cantareira, localizado no Parque Estadual Cantareira, em uma região de 7 917 hectares. Desde o período colonial existiram na região muitas fontes minerais de água. Atualmente todas estão fechadas por conta da poluição e do desmatamento, foram elas: São Pedro, Gioconda, Fontalis e Cabuçu.
Muitas áreas da região foram nomeadas devido aos cursos d’água presentes como: Água Fria, Mandaqui, Tremembé, Imirim, além do Carandiru. Córrego localizado na Bacia de Esgotamento Carandiru, drenando uma área de aproximadamente 6,70 km², passa pelos bairros de Santana, Jardim São Paulo, Parada Inglesa e Vila Guilherme até desaguar no Rio Tietê. Estava poluído até 2007, quando passou por um projeto de saneamento do Governo do Estado.

### Problemas ambientais
O crescimento urbano desordenado trouxe diversos problemas ambientais. No início do século XX, a região onde hoje estam situados o bairro de Vila Maria e o extinto bairro daCorôa, era formada por charcos de terra preta, extensas áreas alagadiças entre os meandros e lagoas do rio Tietê e capinzais. Na época, era comum o transporte de barco, já que a região era cheia de lagoas, nas quais os moradores pescavam e o rio fazia a ligação da região com o restante da capital através da Ponte Grande.
Após as obras de retificação do rio finalizadas na década de 1940 inicialmente foram propostas na tentativa de resolver o problema das inundações. Houve uma demora para conclusão das intervenções hidrográficas de quase oitenta anos. O estudos para tal ocorreram no final do século XIX pela Comissão de Saneamento. A pior dessas enchentes ocorreu no ano de 1929, em janeiro daquele ano, o Tietê transbordou cerca de 2 metros, inundando áreas de várzea no Limão, Casa Verde, Freguesia do Ó, Vila Guilherme, Vila Maria e Santana. A força das águas destruiu muros, matou animais domésticos e deixou os moradores em situação de emergência. A calamidade foi agravada pela falta de infraestrutura adequada para o escoamento das águas e pela má gestão das barragens controladas pela Light, que direcionou o excesso de água para áreas específicas, incluindo partes da região.
As intervenções no curso do rio, como a canalização, fizeram com que suas margens fossem ocupadas por empresas e com automóveis particulares, exemplo: a Marginal Tietê inaugurada em 1957. Os meandros do Tietê foram desativados e preenchidos, com materiais diversos, sem que houvesse o controle da qualidade do preenchimento. Fatores uma miríade de problemas urbanos e ambientais, como o acidente ocorrido no ano de 2022, devido às obras da Linha 6 do Metrô de São Paulo. Uma adutora de esgotos da Sabesp rompeu-se acima do túnel recém-escavado da linha, no trecho que passa por baixo do Rio Tietê, inundando os túneis e os poços construídos pela Acciona. Uma cratera também abriu-se em um trecho da Marginal, próximo a ponte da Freguesia do Ó. Nenhuma vítima fatal foi registrada em decorrência do incidente. E em maio de 2024, com a passagem do tatuzão sob a região, houve o surgimento de uma nova cratera, agora nas proximidades da Estação Itaberaba - Hospital Vila Penteado. Também não houve vítimas, já que o local já estava isolado e sendo monitorado devido as condições atípicas do solo. Além a ocupação do solo, a destruição da vegetação de várzea, afetou diretamente a biodiversidade de suas cercanias. 
Em janeiro de 2025 a região foi a mais acometida pelo terceiro maior volume de água dos últimos 64 anos, segundo dados da estação do Instituto Nacional de Meteorologia (Inmet). Em um dos eventos, o teto do Shopping Center Norte desabou, a Estação Jardim São Paulo-Ayrton Senna e ruas do Centro de Santana foram completamente alagadas. O estado de atenção para alagamentos foi mantido por várias horas, e o sistema de transporte público precisou ser reorganizado para atender à população.  As enchentes ainda são recorrentes em distritos localizados na região de várzea durante o período de chuvas, especialmente devido à falta de infraestrutura adequada para drenagem.
A poluição hídrica concentrada principalmente no Tietê e seus alfuentes foi agravada pela impermeabilização do solo e pela ocupação irregular de áreas de várzea. Isso dá ao rio o título de mais poluido do país, que está em lento processo de despoluição desde o ano de 1992, quando foi criado o Projeto Tietê. Até os dias de hoje o processo custando mais do que 2,7 bilhões de dólares e não resolveu efetivamente o problema. O Cabuçu é um exemplo de rio canalizado e escondido sob as avenidas da cidade, que contribui para os alagamentos frequentes durante o período de chuvas. O córrego deságua no Rio Tietê, próximo à Ponte da Freguesia do Ó, e sua história reflete o impacto da urbanização sobre os rios paulistanos.  Além disso, o desmatamento em áreas próximas à Serra da Cantareira ameaça a biodiversidade local e aumenta o risco de deslizamentos de terra em áreas de encosta.

### Parques e biodiversidade
A região é conhecida por abrigar importantes áreas verdes que contribuem para a preservação ambiental e a qualidade de vida. O Parque Estadual da Cantareira é um dos maiores remanescentes de Mata Atlântica na Região Metropolitana de São Paulo, oferecendo trilhas como a do Núcleo Pedra Grande, que proporciona vistas panorâmicas da cidade.
Invernada da Polícia Militar é uma enorme área com grande extensão verde localizada no distrito do Tucuruvi. Além de sua função militar, a Invernada desempenha um papel crucial na conservação ambiental. Esta área é notável por sua rica vegetação, composta por florestas primárias e secundárias, além de talhões de Eucalyptus e Pinus, que abrigam um sub-bosque diversificado com espécies nativas e exóticas. Também é um importante reservatório de água, com 20 nascentes espalhadas por toda a sua extensão. Desde 2007, o Centro de Estudos Ornitológicos (CEO) realiza um levantamento da avifauna na área, começando pelo Centro Médico da Polícia Militar, uma das unidades militares do complexo. Conta com 161 espécies de fauna distribuídas em 59 famílias e 25 ordens taxonômicas. A existência de uma passagem superior de fauna permite o trânsito seguro de animais silvestres entre o Parque Estadual Alberto Löfgren e o fragmento de mata da Invernada, minimizando os impactos da urbanização. Este aspecto ecológico é complementado por seu reconhecimento cultural: a Invernada foi tombada pelo CONPRESP por sua importância histórica e cultural, conforme formalizado pela Resolução 36/13.
Até em 2017, São Paulo possuía 106 parques municipais e 7 estaduais, e na região temos: o Parque Estadual Turístico da Cantareira, parte da Reserva da Biosfera do Cinturão Verde de São Paulo e que abriga uma das maiores florestas urbanas do planeta com 7 900 hectares de extensão, o Parque Anhanguera, o Parque da Juventude Dom Paulo Evaristo Arns, o Parque Cidade de Toronto, o Horto Florestal de São Paulo, o Parque São Domingos, o Parque Vila Guilherme, que hospedou a antiga Sociedade Paulista de Trote,  primeiro parque da cidade de São Paulo totalmente adaptado para pessoas com deficiência física ou mobilidade reduzida, e o Parque Estadual do Jaraguá, tombado como Patrimônio da Humanidade pela Unesco em 1994. Devido aos seus 12 parques, a zona possui 4,67 m² de área verde por habitante, o que supera todas as regiões do município. A região faz parte da Cinturão Verde de São Paulo, área de preservação ambiental internacionalmente reconhecida pela UNESCO. Abrigará mais dois futuros parques o Parque Sítio Morrinhos e o Parque Municipal Campo de Marte, na área verde vizinha ao aeroporto.

### Clima
As áreas de várzea do Rio Tietê, localizadas ao sul do Trópico de Capricórnio e a 722 metros acima do nível do mar (tendo como referência o Aeroporto Campo de Marte), apresentam um clima subtropical úmido (do tipo Cwa segundo Köppen), com invernos secos e verões chuvosos com temperaturas mais altas, sendo outono e primavera estações de transição. Devido a poluição e da alta concentração de edifícios apresenta invernos amenos e verões com temperaturas moderadamente altas. Em distritos mais urbanizados e densamente ocupados, como Santana e Casa Verde, o fenômeno das ilhas de calor intensifica o calor, especialmente no verão.
No entanto, áreas de maior atitude (Serra da Cantareira e Pico do Jaraguá) apresentam o clima Tropical Úmido Serrano da Cantareira – Jaraguá com temperatura média anual de 18,2 °C; aproximadamente de 1 a 2 graus a menos do que a cidade de São Paulo, e precipitação média anual de 1 400mm, nas áreas com a topografia mais elevada. É subdividido em dois mesoclimas: (IIA1) os maciços e serras da face meridional da Cantareira e Jaraguá, onde está inserido o Parque da Cantareira, e (IIA2) os maciços e serras da face setentrional da Cantareira e Jaraguá, ocupando os topos voltados para a Bacia do Juqueri. A serra atua como um regulador térmico, proporcionando temperaturas mais amenas e maior umidade nas áreas próximas.
A precipitação pluviométrica anual é de aproximadamente 1.455 mm, com maior concentração de chuvas nos meses de verão. Além disso, o bairro de Santana apresenta uma alta incidência anual de raios, fenômeno atribuído a fatores como urbanização, asfaltamento, grande número de edifícios e poluição
O Mirante de Santana, localizado no Jardim São Paulo, é o principal ponto de observação meteorológica da cidade, nele é medida a quantidade de chuva, umidade relativa do ar, radiação, pressão atmosférica, a direção e velocidade do vento. O prédio do observatório foi iaugurado em 1929 e passou a registrar dados meteorológicos em 1945. Localizado a 792 metros do nível do mar possibilita um preciso monitoramento, previsão do tempo e também um skyline dos edifícios do Alto de Santana e do Centro da cidade. Foi classificado por um jornal paulistano como em dos melhores pontos da cidade para visualizar os fogos de artifício do Réveillon da Avenida Paulista. Próximo ao edifício meteorológico, no Colégio Santana, o padre Roberto Landell de Moura realizou as primeiras experiências públicas de transmissão de voz por ondas de rádio da história, nos anos de 1899 e 1900. O padre era o pároco da Capela de Santa Cruz.
Em janeiro de 2025 a região foi a mais acometida pelo temporal, que marcou o terceiro maior volume de água dos últimos 64 anos, segundo dados da estação do Instituto Nacional de Meteorologia (Inmet) no Mirante de Santana. 

## Demografia
A região está, administrativamente, dividida em duas regiões administrativas (nordeste e noroeste), cada uma delas, por sua vez, divididas sete subprefeituras e divididas em distritos, a designação "bairro", porém, não existe oficialmente, embora alguns bairros tradicionais tenham um dia oficial. Os atuais distritos foram criados pela lei municipal nº 11 220 de 20 de maio de 1992, e as atuais subprefeituras pela lei municipal n° 13 399, de 1 de agosto de 2002. As subprefeituras estão oficialmente agrupadas em duas regiões (ou "zonas"), levando em conta a posição geográfica e história de ocupação. Entretanto, há certos órgãos e instituições (companhias telefônicas, zonas eleitorais, etc.) que adotam uma divisão diferente da oficial.
Abriga comunidades indígenas que mantêm suas tradições vivas. Entre as etnias presentes na região estão os Aticuns-umãs, Fulniôs, Cariris-xocós e Terenas, além de parte dos Guarani Mbya, que habitam a Terra Indígena Jaraguá, próxima ao Pico do Jaraguá. Essa área, com apenas 1,7 hectare, é a menor terra indígena reconhecida no Brasil e enfrenta desafios como a urbanização e a falta de espaço adequado. Apesar disso, os povos indígenas da área se organizam para preservar sua cultura e lutar por seus direitos.

### Subprefeituras
A região nordeste é a mais desenvolvida e populosa, concentrando estabelecimentos do setor de serviços, com destaque para o distrito de Santana, que exerce grande influência comercial e cultural devido à sua infraestrutura, comércio e número de escolas. Essa área é composta pelas subprefeituras de Casa Verde/Cachoeirinha, Santana/Tucuruvi, Vila Maria/Vila Guilherme e Jaçanã/Tremembé, abrangendo 1.181.582 habitantes em 152 km². 
Por outro lado, a região noroeste é uma das áreas mais carentes do município, enfrentando precariedade em serviços públicos como saúde, educação e transporte. Apesar disso, abriga importantes vias que conectam São Paulo ao interior, com destaque para o setor industrial em seu entorno. A região está em processo de desenvolvimento, com projetos de urbanização e regularização de favelas. Composta pelas subprefeituras de Freguesia/Brasilândia, Pirituba/Jaraguá e Perus/Anhanguera, possui 1.007.691 habitantes em 144 km². Em razão do distrito da Lapa ser considerado a centralidade socioeconômica desta região, alguns distritos da região são integrados a "Zona Oeste", por populares e pela imprensa, exemplo do grupo de hip-hop RZO (Rapaziada da Zona Oeste), surgido em Pirituba.
| Subprefeitura              | População (2022) | IDH (2008)            | Área (2022) | Imagem |
| -------------------------- | ---------------- | --------------------- | ----------- | ------ |
| Santana/Tucuruvi           | 137.240 (29º)    | 0,903 muito alto (7°) | 36,00 km²   |        |
| Casa Verde/Cachoeirinha    | 223.902 (25º)    | 0,832 alto            | 27,10 km²   |        |
| Jaçanã/Tremembé            | 283.892 (14º)    | 0,823 alto            | 65,10 km²   |        |
| Vila Maria/Vila Guilherme  | 275.069 (43º)    | 0,836 alto            | 26,90 km²   |        |
| Freguesia do Ó/Brasilândia | 380.513 (8º)     | 0,800 alto            | 31,50 km²   |        |
| Perus/Anhanguera           | 163.076 (60º)    | 0,773 médio           | 57,10 km²   |        |
| Pirituba/Jaraguá           | 442.722 (11º)    | 0,826 alto            | 54,60 km²   |        |

### Distritos
A ZN é um retrato fiel da complexidade urbana da cidade, marcada por contrastes sociais, econômicos e ambientais. Em seus bairros mais tradicionais, como Santana, Tucuruvi, Mandaqui e Casa Verde, predominam indicadores elevados de desenvolvimento humano, boa infraestrutura e expectativa de vida acima da média. Nessas regiões, a urbanização consolidada e a oferta de serviços públicos garantem qualidade de vida e segurança, refletindo um perfil de classe média e média-alta.
No entanto, à medida que nos afastamos do centro, surgem distritos de perfil misto, como Freguesia do Ó, Limão, Pirituba, Vila Maria, Jaçanã e Tremembé. Nesses locais, convivem áreas bem estruturadas com bolsões de vulnerabilidade social. A presença de grandes áreas verdes, como na região do Tremembé, contrasta com desafios de habitação e mobilidade, evidenciando a desigualdade interna da própria região. O Coeficiente de Gini, índice demográfico que mede a desigualdade social, é de 0,62 na cidade em si. O distrito de Tremembé possui a maior disparidade econômica entre os distritos paulistanos.
Nas franjas da região, distritos como Brasilândia, Cachoeirinha, Perus, Jaraguá e Anhanguera enfrentam os maiores desafios. Com índices de desenvolvimento humano mais baixos, alta presença de população preta e parda, maior incidência de favelas e taxas elevadas de homicídios, essas áreas periféricas são marcadas pela precariedade urbana e pela carência de serviços públicos essenciais. A expectativa de vida nesses locais é significativamente menor, refletindo o impacto direto das desigualdades sociais. Segundo dados do IBGE de 2022 o distrito mais populoso da região é Brasilândia, com 243 273 habitantes, e Vila Guilherme, o menos populoso, com uma população de 52 587 pessoas.
Na Zona Nordeste de São Paulo temos a Subprefeitura de Santana/Tucuruvi inclui os distritos de Santana, Tucuruvi e Mandaqui, sendo o primeiro o principal polo comercial e cultural, com o maior IDH da região: 0,925 (19° maior da cidade).  O distrito é pouco menor que a cidade de São Caetano do Sul, possuindo a maior renda da região: R$ 10.790 reais por mês, maior que os vizinhos Casa Verde (R$ 6.591) e Mandaqui (R$ 7.071). A média da cidade é de R$ 6.631. 79% da população do distrito é branca; 11% são pardos; 5%, negros e 5%, orientais.
Já a Zona Noroeste de São Paulo temos a Subprefeitura Freguesia/Brasilândia compreende Freguesia do Ó e Brasilândia, sendo Brasilândia o distrito com o menor IDH da região: 0,769 (84° distrito). Além disso, a diferença de expectativa de vida entre os distritos da ZN é marcante. Enquanto em Santana a idade média ao morrer é de 77 anos, no distrito de Anhanguera, que possui apenas 8,1% de idosos em relação à sua população total, a expectativa de vida é de apenas 59 anos, evidenciando as disparidades socioeconômicas e de acesso a serviços básicos na região.
Houve um projeto para tornar Taipas o 97º distrito da cidade, porém não ganhou força junto à Prefeitura, além de dois projetos dos anos de 1985 e 1996 para que o distrito de Perus se emancipasse do município, ambos foram arquivados.
| Distrito                                               | Ano de criação                                           | População (2022) | IDH (2008)                | Subprefeitura              | Área (2022) | Expectativa de vida | Cobertura vegetal (%) | População preta e parda (%) | Homicídios | Favelas |
| ------------------------------------------------------ | -------------------------------------------------------- | ---------------- | ------------------------- | -------------------------- | ----------- | ------------------- | --------------------- | --------------------------- | ---------- | ------- |
| Freguesia do Ó Dia oficial 29/08                       | 1796 (anexado ao município)                              | 137.240 (29º)    | 0,850 - elevado (50°)     | Freguesia do Ó Brasilândia | 10,50 km²   | 72 anos             | 18,43%                | 29,9%                       | 3,6        | 4,02%   |
| Santana Dia oficial 26/07                              | 1889 (anexado ao município)                              | 115.689 (42º)    | 0,925 muito elevado (19°) | Santana Tucuruvi           | 13,20 km²   | 77 anos             | 23,72%                | 14,5%                       | 0          | 0,23%   |
| Tucuruvi Dia oficial 24/10                             | 1925 com o nome Cantareira (desmembrado de Santana) 1935 | 99.559 (53º)     | 0,876 - elevado (35°)     | Santana Tucuruvi           | 9,50 km²    | 76 anos             | 25,52%                | 19,3%                       | 1          | 0,71%   |
| Casa Verde Dia oficial 21/05                           | 1928 (desmembrado de Santana)                            | 80.536 (71º)     | 0,874 - elevado (36°)     | Casa Verde Cachoeirinha    | 7,20 km²    | 73 anos             | 12,26%                | 29,1%                       | 7          | 0,12%   |
| Pirituba Dia oficial 01/10                             | 1935 (desmembrado de Fr.do Ó)                            | 179.724 (17º)    | 0,841 - elevado (60°)     | Pirituba Jaraguá           | 17,10 km²   | 70 anos             | 37,39%                | 31,3%                       | 7,6        | 6,72%   |
| Perus Dia oficial 21/09                                | 1937 (desmembrado de Fr.do Ó)                            | 87.716 (60º)     | 0,799 - médio (80°)       | Perus Anhanguera           | 23,60 km²   | 65 anos             | 66,77%                | 48,8%                       | 7,8        | 10,29%  |
| Vila Maria Dia oficial 13/05                           | 1938 (desmembrado de Santana)                            | 108.543 (46º)    | 0,856 - elevado (40°)     | Vila Maria Vila Guilherme  | 11,80 km²   | 69 anos             | 13,46%                | 34%                         | 6,1        | 17,20%  |
| Jaraguá Dia oficial 01/10                              | 1948 (desmembrado de Perus)                              | 211.617 (11º)    | 0,801 - médio (78°)       | Pirituba Jaraguá           | 27,60 km²   | 65 anos             | 58,89%                | 47,3%                       | 6,5        | 13,38%  |
| Anhanguera Dia oficial 15/01                           | 1991 (desmembrado de Perus)                              | 75.360 (73º)     | 0,774 - médio (82°)       | Perus Anhanguera           | 33,50 km²   | 59 anos             | 82,01%                | 50,3%                       | 7          | 3,68%   |
| Brasilândia Dia oficial 27/01                          | 1991 (desmembrado de Fr.do Ó)                            | 243.273 (8º)     | 0,769 - médio (84°)       | Freguesia do Ó Brasilândia | 21,00 km²   | 65 anos             | 51,79%                | 50,6%                       | 8,1        | 24,71%  |
| Cachoeirinha Dia oficial 05/08                         | 1991 (desmembrado de Casa Verde)                         | 143.366 (25º)    | 0,812 - elevado (70°)     | Casa Verde Cachoeirinha    | 13,50 km²   | 66 anos             | 50,36%                | 43,3%                       | 10,9       | 20,43%  |
| Limão Dia oficial 01/10                                | 1991 (desmembrado de Casa Verde)                         | 82.373 (65º)     | 0,845 - elevado (50°)     | Casa Verde Cachoeirinha    | 6,40 km²    | 71 anos             | 10,89%                | 32,8%                       | 3,8        | 8,21%   |
| Jaçanã Dia oficial 14/09                               | 1991 (desmembrado de Tucuruvi)                           | 87.329 (61º)     | 0,816 - elevado (65°)     | Jaçanã Tremembé            | 7,50 km²    | 70 anos             | 19,42%                | 35,8%                       | 9,4        | 7,20%   |
| Mandaqui Dia oficial 06/10                             | 1991 (desmembrado de Santana)                            | 103.665 (48º)    | 0,885 - elevado (32°)     | Santana Tucuruvi           | 13,30 km²   | 74 anos             | 56,45%                | 24,3%                       | 7,3        | 3,04%   |
| São Domingos Dia oficial 1ª Gleba 03/10 2ª Gleba 20/10 | 1991 (desmembrado de Pirituba)                           | 88.884 (59º)     | 0,854 - elevado (47°)     | Pirituba Jaraguá           | 9,90 km²    | 73 anos             | 29,93%                | 32%                         | 5,8        | 12,02%  |
| Tremembé Dia oficial 10/11                             | 1991 (desmembrado de Tucuruvi)                           | 196.563 (14º)    | 0,826 - elevado (60°)     | Jaçanã Tremembé            | 57,60 km²   | 68 anos             | 75,51%                | 39,7%                       | 13,3       | 10,92%  |
| Vila Medeiros Dia oficial 12/10                        | 1991 (desmembrado de Vila Maria)                         | 114.939 (43º)    | 0,836 - elevado (70°)     | Vila Maria Vila Guilherme  | 7,90 km²    | 72 anos             | 9,99%                 | 34%                         | 8,9        | 2,97%   |
| Vila Guilherme Dia oficial 13/05                       | 1992 (desmembrado de Vila Maria)                         | 52.587 (83º)     | 0,868 - elevado (37°)     | Vila Maria Vila Guilherme  | 7,20 km²    | 74 anos             | 10,74%                | 22%                         | 15,7       | 2,06%   |

### Região metropolitana
Em 2011, a Assembleia Legislativa do Estado de São Paulo aprovou a Lei Complementar n.º 1.139, de 16 de junho do mesmo ano, que criou o Plano de Desenvolvimento Urbano Integrado da Região Metropolitana de São Paulo (PDUI). Essa lei faz o zoneamento e a reorganização da Grande São Paulo a partir das regiões do município de São Paulo, além da organização do Conselho de Desenvolvimento da Região Metropolitana de São Paulo. O organismo foi criado com o fim de reorganizar a região e unificar agregações supramunicipais como organização de atividades de planejamento, prestação de serviços públicos e gestão de diversas políticas.
Em 2015, foi formulado o Estatuto da Métropole, Lei Federal n.º 13.089, de 12 de janeiro do mesmo ano determinando o desenvolvimento dos Planos de Desenvolvimento Urbano Integrado (PDUIs) visando o desenvolvimento urbano das regiões metropolitanas e aglomerações urbanas brasileiras.
A Sub-Região Norte da Grande São Paulo inclui os municípios de Caieiras, Cajamar, Francisco Morato, Franco da Rocha e Mairiporã, além da Zona Norte paulistana.
| Município        | Área        | População      | IDH             | Imagem |
| ---------------- | ----------- | -------------- | --------------- | ------ |
| Caieiras         | 97,642 km²  | 95 032 hab.    | 0,781 - elevado |        |
| Cajamar          | 131,386 km² | 92 689 hab.    | 0,728 - elevado |        |
| Francisco Morato | 49,164 km²  | 165 139 hab.   | 0,703 - elevado |        |
| Franco da Rocha  | 132,775 km² | 144 849 hab.   | 0,731 - elevado |        |
| Mairiporã        | 320,697 km² | 97 399 hab.    | 0,788 - elevado |        |
| São Paulo (ZN)   | 296 km²     | 2.189.273 hab. | 0,828 - elevado |        |

### Imigrantes e migrantes
Marcada pela diversidade cultural é lar de diferentes comunidades de imigrantes e migrantes.  Atualmente, São Paulo é a cidade com as maiores populações de origens étnicas italiana, portuguesa, japonesa, espanhola, libanesa e árabe fora de seus países respectivos, e com o maior contingente de nordestinos fora do Nordeste.Algumas regiões foram desenvolvidas especificamente por essa população.
Devido a seu relevo e vegetação de pé da serra, que lembravam paisagens europeias, foi muito procurado por portugueses, italianos, alemães e eslavos no começo do século XX. Até recentemente tinha uma expressiva população de alemães, representada pelas famílias Doll e Baumgart. As regiões em que os teuto-brasileiros se instalaram foram o Alto de Santana, fundando o Colégio Imperatriz Leopoldina, o Tremembé e a Vila Guilherme, fundando o complexo Cidade Center Norte. Os ingleses representados pelas famílias Rudge e Baruel se fixaram na Casa Verde, na Parada Inglesa, em Pirituba
e em Santana. Os espanhóis se fixaram na Casa Verde, o francês Jacques Funke loteou os bairros de Água Fria e do Jardim França, e os italianos representados pela família Mazzei se fixaram na Casa Verde, em Vila Mazzei, e em Santana.
Os holandeses se estabeleceram em Pirituba onde há a Casa de Nassau, administrada pela Sociedade Holandesa de São Paulo, os portugueses no Chora Menino onde há a rua Rua Nova dos Portugueses, no Imirim, 
na Casa Verde, no Jardim São Paulo,
em Vila Sabrina, em Vila Medeiros e em Santana, onde fundaram o restaurante Recreio Chácara Souza, várias ruas ao redor do estabelecimento comervial homenageiam essa família, como as ruas Joaquim Pereira de Souza, Manuel de Souza e Antônio Pereira de Souza. A Vila Maria abrigou também uma colônia de húngaros.
A partir da década de 1920, os armênios começaram a estabelecer sua comunidade na capital, após fugirem do genocídio perpetrado pelos turcos, na região estão localizados no Alto de Santana, Imirim, e Santa Terezinha.
Devido a imigração japonesa no período entre 1908 e 1960, os nipónicos se estabeleceram no distrito de Vila Nova Cachoeirinha onde há uma praça chamada de Largo do Japonês, representados pela família Zumkeller, suíços de ascendência alemã, que se estabeleceram do distrito do Mandaqui.
Os nordestinos migraram exponencialmente entre as décadas de 1950 e 1970 e se estabeleceram em regiões como Brasilândia, Limão, onde se situa o CTN – Centro de Tradições Nordestinas (maior centro de cultura nordestina do país) e em Vila Medeiros, onde há o Mocotó, eleito o melhor restaurante de cozinha brasileira pelos paulistanos, em pesquisa realizada pela Datafolha e publicada pela Folha de S.Paulo em 2023.
Os bolivianos que começaram a chegar no país na década de 1980 para trabalhar em oficinas de costura, se fixaram no Parque Novo Mundo, no Parque Peruche e em Vila Maria.
Os proprietários de terra foram homenageados com diversos logradouros da região: a família Doll com vias do Alto de Santana e Mandaqui, Francisco Nicolau Baruel (1852-1928) e a Baruel em Santana e na Casa Verde, Guilherme Braun da Silva, Joaquina Ramalho (antiga proprietária), Maria Cândida (2ª esposa do Sr. Guilherme), Chico Pontes (um dos primeiros moradores do bairro), Oscar da Silva (filho do Sr. Guilherme, morto num comício acontecido no bairro), Amazonas da Silva (filho do Sr. Guilherme), Alfredo da Silva (filho do Sr. Guilherme), Ida da Silva (filha do Sr. Guilherme), Coronel Jordão (sogro do Sr. Guilherme) e Otto Baumgart (1897-1973) com vias na Vila Guilherme, família Zumkeller do Mandaqui, a família Mazzei no Tucuruvi e a família Souza em Santana. 

### Religiões
A região possui uma rica história religiosa, marcada pela presença da Igreja Católica, que desempenhou um papel central no desenvolvimento de diversos bairros da região. As igrejas, muitas vezes, foram o ponto de partida para a formação de comunidades ao redor, consolidando núcleos urbanos.
A Paróquia Matriz Nossa Senhora da Expectação (1610), fundada pelos jesuítas, é uma das mais antigas da cidade e foi o marco inicial da Freguesia do Ó, que surgiu como um pequeno núcleo de povoamento ao redor da capela. Seguindo alguns séculos, a Capela de Santa Cruz (1895), a Capela Nossa Senhora da Glória do Imirim (1905) a Basílica Menor de Sant'Ana (1930), Igreja Nossa Senhora da Salette (1954) foram essenciais para o crescimento do bairro de Santana, que leva o nome da padroeira e seu aniversário é comemorado no dia 26 de julho, dia de Santa Ana, avó de Jesus. Já no século XIX, os beneditinos do Mosteiro de São Bento se estabeleceram no atual bairro do Jardim São Bento, localizado no distrito de Casa Verde. Dom Miguel Kruse idealizava a construção de uma universidade na cidade de São Paulo na região, onde construiu o Observatório Oficial de São Bento. Além de centro de pesquisas científicas o local era um espaço de lazer para os alunos do Colégio e Faculdade de São Bento. Por diversos motivos o observatório cessou suas atividades na década de 1940. A Capela de São Sebastião do Barro Branco construída no final do século XIX, ficou conhecida como "capela dos militares" por ficar próxima à Invernada da Força Pública de São Paulo.
Em 1927, os salesianos fundaram a Paróquia Santa Teresinha, no bairro homônimo, que cresceu com a presença dessa ordem religiosa, incluindo escolas e obras sociais que atraíram moradores e urbanização, como o Colégio Salesiano Santa Teresinha (1937), Instituto Madre Mazzarello (1955) e o Centro Universitário Salesiano de São Paulo.  No mesmo período, a Igreja São Sebastião (1920), no Tucuruvi, também teve um papel importante no desenvolvimento local. Em 1957, foi construída a Igreja São Domingos Sávio, na Vila Aurora, contribuindo para a consolidação do bairro. A Igreja Santo Antônio do Limão (1940), também exerceu grande influência no surgimento e organização do distrito.
Existem algumas escolas tradicionais localizadas na região, colégios ligados à igreja católica como: Santana, Salete, Consolata e Luiza de Marilac.  O distrito de Santana recebeu duas visitas papais, na última houve a canonização de Frei Galvão pelo Papa Bento XVI. O feito ocorreu no dia 11 de maio de 2007 no Aeroporto Campo de Marte. A Basílica Menor de Sant'Ana foi elevada a esta classificação pelo Papa Francisco em 2023.Suas igrejas pertencem ao setores Santana e Brasilândia da Arquidiocese de São Paulo. 
Também possui uma significativa presença protestante. Entre os templos históricos, destaca-se a Igreja Presbiteriana de Santana, uma das mais antigas da região. Outros exemplos são a Igreja Batista Água Fria e Congregação Cristã no Brasil que também possuem longa tradição na região. Além disso, é sede de algumas igrejas com conexões internacionais, como a Igreja Presbiteriana do Brasil, a Comunidade Cristã Paz e Vida e outras denominações que mantêm vínculos com organizações globais, como as igrejas batistas e metodistas. Anualmente é realizada no bairro de Santana a Marcha para Jesus, organizada pela Igreja Renascer em Cristo. O evento consiste na participação de trios elétricos de diversas igrejas cristãs movimentados em um circuito entre a Estação Tiradentes até chegar na concentração, ao lado do Campo de Marte. É a maior marcha do mundo, reunindo 1,2 milhões de pessoas em 2008, segundo a medição oficial da Polícia Militar.
O Jardim São Bento abriga a Casa-Mãe dos Arautos do Evangelho. E em Santana situa-se a sede paulista do Racionalismo Cristão, uma dissidência do Movimento Espírita Brasileiro. A Filial São Paulo funcionou até 1973 na rua Francisca Júlia no Alto de Santana, passando para o centro do bairro. O edifício-sede é uma cópia fidedigna da Casa Chefe estabelecida no Rio de Janeiro. A doutrina espiritualista foi homenageada com a denominação de uma pequena rua do distrito.
Outras religiões também têm forte presença, como religiões de matriz africana (candomblé e umbanda), além de comunidades islâmica e judaica, fundadores do Cemitério Israelita de Santana (Chora Menino).
Religiosos da região: Marcelo Rossi (1967) e Roberto Landell de Moura (1861-1928).

### Segurança pública
A região é conhecida nacionalmente por ter abrigado a Casa de Detenção de São Paulo, localizada no Carandiru. Inaugurada em 21 de abril de 1920, foi projetada pelo engenheiro-arquiteto Samuel das Neves. Em 1938, foi renomeada Casa de Detenção por decreto de Ademar de Barros, com foco na separação de presos por reincidência e tipo de crime. O presídio chegou a abrigar mais de 8 mil detentos, sendo o maior da América Latina, e foi palco do massacre do Carandiru em 1992, quando 111 presos foram mortos Desativado em 2002, o local deu lugar ao Parque da Juventude, e suas estruturas remanescentes foram tombadas em 2019 para preservar a memória histórica.
A segurança pública é um dos principais desafios, especialmente em bairros periféricos que enfrentam altos índices de criminalidade. Áreas como Brasilândia e Jaraguá registram ocorrências frequentes de roubos, furtos e violência, enquanto bairros mais centrais, como Santana e Mandaqui, apresentam índices mais baixos. Em 2022, Santana apresentou um índice nulo de homicídios e agressões por intervenção policial, de acordo com dados do Mapa da Desigualdade.Apesar disso a Avenida Cruzeiro do Sul, no Centro de Santana, foi uma das vias paulistanas campeãs de registros de roubo de celular na capital em 2021. A presença de facções criminosas e o tráfico de drogas são problemas recorrentes em algumas localidades, o que afeta a sensação de segurança dos moradores. Por outro lado, iniciativas comunitárias, como projetos sociais e culturais, têm desempenhado um papel importante na prevenção da criminalidade, especialmente entre jovens moradores de bairros vulneráveis.
Na Invernada do Barro Branco, uma área verde extensa da PMSP, foi instalado em 1904 um centro de treinamento de tiros, e em 1944 foi inaugurada a sede da Academia de Polícia Militar do Barro Branco. A academia, que forma oficiais até hoje, consolidou-se como instituição de destaque na cidade. Durante a Ditadura militar, o Presídio Militar Romão Gomes, também localizado na Invernada, foi utilizado para abrigar presos políticos, tornando-se símbolo de resistência ao regime. Na área também estão situados: o Hospital da Polícia Militar, o Canil da Polícia Militar, o Centro de Reabilitação da Polícia Militar, o Centro de Suprimento e Manutenção de Material de Intendência (CSM/M Int), o Centro Integrado de Apoio Patrimonial (CIAP), o Comando do Policiamento Ambiental (CPAmb),  a Associação dos Oficiais da Polícia Militar do Estado de São Paulo (AOPM), o Centro de Suprimento e Manutenção de Material de Telecomunicações (CSM/MTel) e o Estande de Tiro da Polícia Militar.
Em Santana (Campo de Marte) está o CAvPM - Comando de Aviação da Polícia Militar,  o Serviço Aerotático da Polícia Civil e o Grupamento de Rádio Patrulha Aérea da Polícia Militar, os órgãos da Força Aérea Brasileira: como a Subdiretoria de Abastecimento, o Centro de Logística da Aeronáutica, o Parque de Material Aeronáutico de São Paulo, o Hospital de Força Aérea de São Paulo (HFASP) e a Prefeitura de Aeronáutica de São Paulo (PASP). O 9.º DP (distrito policial) do bairro do Carandiru foi considerado em 2007, uma das cinco melhores delegacias do mundo e a melhor da América Latina, neste bairro também estão situados a Penitenciária Feminina Sant'Ana, o Centro Hospitalar do Sistema Penitenciário (CHSP), o Departamento de Investigação sobre o Crime Organizado (DEIC) e o Museu Penitenciário Paulista. Abriga o Centro de Preparação de Oficiais da Reserva de São Paulo, o Colégio Militar de São Paulo, ambos pertencentes ao Exército Brasileiro.  No Limão está situado o Foro Regional de Santana.
A região também foi palco de crimes e acidentes qua marcaram a história do país, como o Caso Isabella Nardoni (2008) e os acidentes aéreos de Álvaro Monteiro de Barros Catão (1941), de José Carlos Pace (1977) e dos integrantes do grupo Mamonas Assassinas (1996), o acidente de trem em Perus (2000) e o Caso Pesseghini (2013).

## Política
O distrito de Vila Maria foi o primeiro e principal reduto eleitoral do ex-presidente da República, Jânio da Silva Quadros (1917-1992). O político morou em bairros da região, como Santana e Vila Maria, este último se converteria em seu mais fiel e cativo reduto "Janista". Tornando célebre a frase: “Povo da Vila Maria”, acrescentando no discurso: "de Vila Maria Baixa, de Vila Maria Alta e, por que não, de Vila Maria do Meio", causando muitas risadas e aplausos. Utilizou como mote da campanha para a Presidência em 1960 o jingle "Varre, varre vassourinha, varre a corrupção..." . Foi presidente do país de 31 de janeiro a 25 de agosto de 1961, quando renunciou, além de ser prefeito da cidade por duas vezes. Jânio utilizou-se da imagem de combate à corrupção durante toda a sua carreira política, tendo a vassoura como principal símbolo, porém, chegou a receber diversas acusações de condutas indevidas. Jânio foi homenageado postumamente com seu nome em uma importante obra viária da ZN, a ponte da Vila Maria, chamada Jânio Quadros.
Durante a Ditadura na década de 1980, as moradoras de uma rua luxuosa privativa do Alto de Santana, formaram um grupo católico que protestava contra a sexualidade e sua discussão na televisão, defendendo a censura. Chamadas pela mídia de Senhoras de Santana, inicialmente se dedicavam apenas à caridade e a reuniões para reflexão sobre o Evangelho. Em pouco tempo, passaram a organizar vigílias de oração e até protestos nas portas das estações de televisão. O grupo logo ganhou má fama no país e virou alvo de chacotas. Constantemente chamadas de "carolas" e "mal-amadas" fazendo com que a expressão "Senhora de Santana" na época, significasse uma pessoa chata e inconveniente. Na década de 1990 o Cemitério de Perus ganhou notoriedade nacional, quando o jornalista Caco Barcellos revelou em seu livro-reportagem "Rota 66 - A História da Polícia Que Mata" a ocultação cadáveres desaparecidos durante a Ditadura Militar.
Em 2008 o distrito de Santana foi considerado pelo jornal Valor Econômico como o reduto paulistano do moralismo, lugar onde a tradição, família, conservadorismo e propriedade fundamentam os argumentos contrários a Governos progressistas, com forte apelo de católicos conservadores.
Em 2021 a revista VEJA São Paulo nomeou os moradores do distrito como "Santaners" (uma alusão aos frequentadores da região da Avenida Faria Lima - Faria Limers) com a capa: "A paixão pelos botecos, os comércios centenários e os moradores conservadores do centro da Zona Norte." Durante a polarização Bolsonarismo x Lulismo os edifícios residenciais do distrito exibiam bandeiras do Brasil penduradas nas sacadas: o presidente Jair Bolsonaro teve em Santana a sua segunda vitória mais expressiva na capital em 2018 e no segundo turno da eleição de 2022, recebeu no distrito a quarta maior votação das Zonas Eleitorais paulistanas com 48,73% dos votos. Apesar de não haver estimativas de quantos moradores militares há no distrito essa presença é refletida em outro aspecto bem característico: o conservadorismo moral e político.
Em 2002 na gestão de Marta Suplicy, arqui-inimiga das tais Senhoras, houve a implantação das Subprefeituras, também chamadas atualmente de Prefeituras Regionais. A partir de um processo de descentralização da Prefeitura de São Paulo, foram criadas 31 delas pela Lei 13.399 de 2002, além da Secretaria de Coordenação das Subprefeituras - SMSP. Surgiram para substituir as antigas Administrações Regionais que haviam sido criadas em 1973. Os subprefeitos são escolhidos indiretamente pelo prefeito em vigor, cargos de confiança política.
Políticos da região: Pedro Doll (1834-1912), José Bonifácio de Andrada e Silva (1763-1838), Francisco Nicolau Baruel (1852-1928), Wadih Mutran (1936), Jânio da Silva Quadros (1917-1992), Coronel Telhada (1961) e Major Olímpio (1962-2021).

## Economia
No campo econômico, a Zona Norte se consolida como polo logístico, de turismo de negócios (centros de feiras e exposições), de turismo ecológico, comercial e de serviços, com destaque para o Shopping Center Norte (maior em vendas por metro quadrado da cidade) e o Terminal Rodoviário Tietê (maior do país). O comércio aquecido e a diversidade de oportunidades de emprego fazem da região um importante protagonista na dinâmica econômica paulistana. 

### Setor de logística
Abriga a sede de diversas empresas de grande porte e indústrias importantes, especialmente em setores como logística, comércio e serviços. Entre os destaques estão empresas como a Totvs, a Baruel, a Magazine Luiza, a central de distribuição do Grupo Pão de Açúcar, a alemã Voith, o jornal O Estado de S. Paulo, a Bunge Fertilizantes, o Grupo Baumgart (Vedact e Cidade Center Norte) e também já abrigou as sedes da ABB,, Cia. Armour do Brasil, a Fiat-Lux, Vega Sopave SA, Lanifício Pirituba, Fritz Dobbert (antiga Pianofatura Paulista), Cia. Anglo Brasileira de Indústria de Borracha, Gessy-Lever e a Refinações de Milho Brasil (Maizena), Editora Abril, Riachuelo (atual Sesc Casa Verde) e Ericsson (atual Arena Magalu).
A localização estratégica, próxima à Marginal Tietê e ser cortada por duas das principais rodovias federais, a Via Dutra (São Paulo-Rio de Janeiro) e a Fernão Dias (São Paulo-Belo Horizonte), além da Rodovia Ayrton Senna (para o interior do estado), favorece atividades logísticas e industriais. A região abriga galpões logísticos e pequenas indústrias às margens da Rodovia Anhanguera e nos distritos do Limão e Vila Guilherme, que contribuem para o abastecimento e distribuição de mercadorias na capital e cidades vizinhas. O distrito da Vila Maria é considerado um polo importante de logística de transporte, onde se localiza o Palácio do Transporte Rodoviário de Cargas.
Empresários da região: Otto Baumgart (1897-1973), Carlos Miele (1964) e Ayrton Senna (1960-1994). Empresas e ONGs da região: Baruel, a Vedacit, Munik Chocolates, Cacau Show, Instituto Ayrton Senna, Movimento de Valorização Humana (MVH), e a rede de Supermercados Bergamini.

### Turismo
Destaca-se como um polo de turismo comercial, com grandes centros de eventos, como o Expo Center Norte, na Vila Guilherme, e o Anhembi Parque.  Já o Anhembi, além de ser um dos símbolos do Carnaval de São Paulo, também recebe shows e eventos culturais de grande porte. O setor hoteleiro acompanha essa movimentação, especialmente em bairros como Santana e Vila Guilherme, que concentram hotéis de médio e alto padrão, como o Holiday Inn Anhembi, o maior do país, que atende tanto turistas de negócios quanto visitantes de eventos.
No campo do turismo ecológico, abriga importantes áreas verdes. A Serra da Cantareira (Parque da Cantareira), reconhecida como uma das maiores florestas urbanas do mundo, oferece trilhas e atividades ao ar livre nos núcleos Pedra Grande e Engordador. Outro destaque é o Horto Florestal, o Parque Estadual do Jaraguá e o Parque Anhanguera, que são espaços de lazer e preservação ambiental.

### Comércio e gastronomia
A região norte tem se consolidado como um importante polo gastronômico, com destaque para o distrito de Santana, que reúne restaurantes, bares e padarias "gourmet". Exemplos: Casa Garabed, um restaurante de cozinha armênia fundado nos anos 1950, o Mocotó, restaurante de comida nordestina situado no distrito de Vila Medeiros. Fundado em 1973 pelo pernambucano Zé de Almeida, já recebeu diversos prêmios, como: uma estrela do Guia Michelin, 23º lugar no ranking Latin America's 50 Best em 2021, Latin America's 50 Best, ocupando o 63º lugar em 2024, melhor restaurante de cozinha brasileira pela Folha de S.Paulo. O restaurante Lassú (“lá em cima”, em italiano), localizado no 28º andar do edifício K1, possui plataforma giratória, que oferece uma vista panorâmica de 270 graus da capital paulista, incluindo pontos icônicos como o Pico do Jaraguá e a Espigão da Paulista. Em 2024, recebeu uma estrela do Guia Michelin e foi eleito o restaurante com a melhor vista da cidade de São Paulo no prêmio Melhores da Gastronomia de São Paulo, realizado pela revista Go Where em parceria com a Jovem Pan.
Além dos restaurantes, possui bares tradicionais e regiões boêmias. O Bar do Luiz Fernandes, localizado na rua Augusto Tolle, fundado em 1970, é um dos mais icônicos da região. As avenidas Engenheiro Caetano Álvares (entre Santana e Mandaqui), Luís Dumont Vilares - conhecida como "Avenida Nova" - localizada entre Santana, Vila Guilherme e Tucuruvi, Braz Leme (entre Santana e Casa Verde) e a Rua Doutor César, no centro de Santana, concentram uma grande variedade de bares, restaurantes e cafeterias. A geografia elevada da região também favorece a presença de rooftops, que oferecem vistas panorâmicas da cidade.
O comércio também é um dos motores da economia local, com ruas tradicionais de comércio como a Rua Voluntários da Pátria na zona central de Santana e centros comerciais que atraem consumidores de toda a cidade. O Shopping Center Norte, na Vila Guilherme, é conhecido por ter o maior volume de vendas por metro quadrado entre os shoppings de São Paulo e por abrigar a maior, mais movimentada e mais lucrativa loja da rede Outback Steakhouse no mundo. Ao lado, o Lar Center especializa-se em decoração e design, sendo referência para o setor. Na região do Mandaqui, temos o Partage Santana
(antigo Santana Parque Shopping) e no Tucuruvi, Pirituba e Jaraguá, temos o Shopping Metrô Tucuruvi, Tietê Plaza Shopping e Cantareira Norte Shopping respectivamente. Possui outros pequenos centros comerciais como o Santana Shoping na Rua Voluntários da Pátria, o Shopping TriMais Places no Tucuruvi, o Shopping Metrô Jardim São Paulo, o Andorinha Hiper Center e o Brás Leme Mall, na Avenida Braz Leme, Casa Verde.

#### Mercado imobiliário
O mercado imobiliário é marcado pela valorização de bairros centrais e pelo crescimento de áreas mais periféricas. O distrito de Santana apresenta alguns bairros com o metro quadrado mais caro da região, como: Santa Terezinha, Água Fria, Jardim São Paulo e Alto de Santana. Essas regiões, além dos bairros de Jardim São Bento, no distrito da Casa Verde, o Jardim França, distrito do Tucuruvi e City América, no distrito de São Domingos, são classificados como zonas de valor "A e B" pelo CRECI-SP, devido à infraestrutura consolidada e ao padrão elevado dos imóveis. Em virtude do expressivo enobrecimento, o metro quadrado de algumas vias sofreu acréscimos de pelo menos 100% no valor do IPTU, como na  Avenida Braz Leme. Apresenta baivrros com enobrecimento recente como Lauzane Paulista, Parada Inglesa e Tucuruvi.
O fenômeno do crescimento vertical surge como conseqüência da valorização dos terrenos existentes.  É uma zona residencial que apresenta considerável adensamento populacional, ostentando imóveis que possuem valor de de até R$ 18 milhões.  No ano de 2019 a Folha de S.Paulo descreve: "O morador da zona norte é bairrista. Não quer mudar de região, mas sem opção de imóveis modernos e confortáveis para a família, estavam migrando para locais como Higienópolis e Pacaembu".
Algumas áreas estão em sérias discussões durante a revisão do Plano Diretor Estratégico, sobre a mudança do Zoneamento de São Paulo. Por outro lado, distritos como Brasilândia, Pirituba e Cachoeirinha têm atraído empreendimentos populares, devido ao custo mais acessível dos terrenos, sendo áreas de expansão para a habitação de classe média e baixa. Entre os principais projetos de desenvolvimento imobiliário da região, destacam-se os megaprojetos Gran Reserva Paulista e Cidade Sete Sóis, bairros planejados localizados na região de Pirituba, que são considerados como os maiores empreendimentos residenciais da América Latina.

## Infraestrutura urbana
A infraestrutura urbana reflete os contrastes da cidade de São Paulo, com bairros bem atendidos em termos de transporte, saúde e educação, e outros que enfrentam desafios relacionados à urbanização e ao atendimento das necessidades da população. Enquanto áreas centrais, como Santana e Tucuruvi, possuem infraestrutura consolidada, distritos periféricos, como Anhanguera e Perus, ainda enfrentam déficits estruturais, mobilidade limitada, carência de equipamentos públicos e menor oferta de empregos formais.

### Educação
Conta com uma ampla rede de instituições educacionais, abrangendo escolas públicas, particulares e técnicas. Na rede pública, a região é atendida por diretorias de ensino específicas, como a Diretoria de Ensino Região Norte 1 e a Diretoria de Ensino Região Norte 2, que organizam e supervisionam as escolas estaduais da área. Além disso, a região também possui escolas particulares de destaque. No distrito de Santana, há a maior quantidade de estabelecimentos educacionais particulares,  segundo o instituto de pesquisas Datafolha, ao todo são 69. Grande parte dos colégios do distrito ligados à igreja católica como os colégios Santana e Salesiano ou criados por imigrantes como o Colégio Imperatriz Leopoldina.
No ensino técnico, instituições como as ETECs (Escolas Técnicas Estaduais) desempenham um papel importante na formação profissional, enquanto centros culturais e educacionais,CEUs e unidades do SESC em Santana e na Casa Verde, complementam a oferta educacional com atividades culturais e esportivas. Em Santana há a maior escola de aviação da América Latina, localizada no Aeroporto Campo de Marte. O ensino superior  é recente, ministrado somente por instituições particulares como Universidade Sant'Anna, Pontifícia Universidade Católica de São Paulo (PUC-SP), Universidade Paulista, Universidade São Judas Tadeu, Universidade Nove de Julho e o Centro Universitário Sumaré. Possui importantes bibliotecas públicas, como a Narbal Fontes e a Biblioteca de São Paulo no Parque da Juventude Dom Paulo Evaristo Arns.
A Escola Estadual Deputado Pedro Costa, localizada na Vila Isolina Mazzei, no distrito do Vila Guilherme, alcançou um feito histórico ao ser selecionada entre as três finalistas do prêmio "World’s Best School Prizes 2024" (melhor escola do Mundo), na categoria Colaboração Comunitária.

### Urbanismo
A urbanização é marcada por distritos com características distintas. Santana, por exemplo, é um dos mais desenvolvidos, com ruas pavimentadas, iluminação pública eficiente e uma rede de transporte robusta. Já em áreas mais afastadas, como Tremembé e Brasilândia, a ocupação desordenada ainda é um problema, com falta de pavimentação adequada e precariedade nos serviços básicos. A proximidade com a Serra da Cantareira também impõe desafios ambientais, como o risco de deslizamentos em encostas e a necessidade de preservar áreas verdes.
A partir da década de 1930 houve o loteamento de bairros-jardins, mais comuns nas zonas Oeste e Sul da cidade, que refletem uma estratégia de expansão imobiliária urbana com características inglesas, padrão garden-city. Caracterizados pelas ruas arbolizadas, residências unifamiliares, de perfil estritamente residencial, classificados como zona ZER-1 (Zona Estritamente Residencial do tipo I), porções do território destinadas ao uso exclusivamente residencial com densidade demográfica baixa. Estas zonas se caracterizam pela ausência dos usos não residenciais e pela baixa densidade, sendo que alguns bairros contam com intensa arborização (bairro-jardim).
O Jardim São Paulo foi um dos primeiros projetos nessa direção, iniciado em 1938 pela Predial Novo Mundo, uma extensão do Banco Novo Mundo. Em seguida, temos o Jardim São Bento, loteado em 1948 pela empresa Camargo Corrêa. Originado da Chácara de São Bento, que pertencia ao Mosteiro de São Bento, o bairro foi concebido como uma área residencial de luxo, com ruas amplas e arborizadas e casas grandes.
O Jardim França, loteado em 1953 pela Companhia Territorial Franco-Paulista de Água Fria. O bairro se destacou como uma das áreas mais nobres da região,  atraindo moradores de alto poder aquisitivo, sendo a única zona de valor "A" pelo CRECI-SP. O Parque Palmas do Tremembé, introduzido em 1960, e o Jardim Barro Branco, junto com a Vila Irmãos Arnoni, se situam nas proximidades da Serra da Cantareira. O Parque Palmas do Tremembé, notavelmente, foi a casa de Ayrton Senna e o City América, surgido em 1970 Companhia City, exemplifica a tendência de expansão das áreas residenciais luxuosas para regiões anteriormente menos exploradas pela elite, como no distrito de São Domingos.
Outros destaques urbanísticos são: o Jardim Japão, no distrito de Vila Maria. O bairro projetado em 1922 homenageou o país asiático, com logradouros que fazem referência a cidades japonesas (Hiroshima, Nagasaki e Tóquio) e o Parque Edu Chaves, no distrito do Jaçanã, foi construído nas terras pertencentes a Eduardo Pacheco Chaves e possuía uma uma pista de avião. Eduardo, herdeiro de uma rica família e amigo pessoal de Santos Dumont foi um dos pioneiros na aviação no país e criador da rota aérea São Paulo-Rio. O bairro criado possui arquitetura inspirada na França, com uma praça inspirada no Arco do Triunfo (Paris).

### Déficit habitacional
O déficit habitacional se evidencia em distritos periféricos, onde muitas famílias vivem em ocupações irregulares. Os 18 distritos da ZN apresentam grandes desigualdades em relação ao déficit habitacional e às condições de vida. Na Brasilândia, quase um quarto da população (24,71%) vive em condições precárias, como favelas ou habitações inadequadas, enquanto na Cachoeirinha esse índice é de 20,2%. Em contraste, distritos como Santana (0,25%) e Casa Verde (0,12%) apresentam índices significativamente menores, refletindo uma maior infraestrutura e melhores condições habitacionais.
Projetos habitacionais têm buscado reduzir a desigualdade, mas a demanda por moradias ainda é superior à oferta.
A expansão urbana na Zona Norte de São Paulo, especialmente em distritos como Santana, Tremembé e áreas próximas à Serra da Cantareira, tem gerado uma pressão crescente por moradia, resultando em ocupações irregulares e ameaças ao meio ambiente. A ocupação desordenada nas áreas de encosta da Serra não apenas compromete a preservação ambiental, mas também expõe os moradores a riscos, como deslizamentos de terra e falta de infraestrutura básica. Enquanto distritos centrais, como Santana, possuem maior infraestrutura e acesso a serviços, áreas periféricas enfrentam desafios como a falta de moradias adequadas e a superlotação de ocupações.

### Saúde
A Zona Norte conta com uma rede diversificada de hospitais que atendem a população local, embora a distribuição das unidades de saúde seja desigual. Entre os principais hospitais da região estão o Conjunto Hospitalar do Mandaqui, referência em politraumatismos e ensino médico, e o Hospital Geral Vila Penteado, que oferece atendimento pelo SUS e foi essencial durante a pandemia de COVID-19. A região também abriga o Hospital Municipal Maternidade-Escola Vila Nova Cachoeirinha, especializado em saúde materno-infantil, e o Hospital Municipal de Brasilândia, inaugurado recentemente para atender a uma das áreas mais carentes da cidade. Além disso, há hospitais privados de destaque, como o Hospital São Camilo, o HSANP e a Beneficência Nipo-Brasileira de São Paulo, que oferecem serviços de alta complexidade. Outras instituições importantes incluem o Hospital Presidente e o Hospital da Aeronáutica, que atendem públicos específicos. Apesar da presença dessas unidades, bairros periféricos enfrentam desafios como superlotação, falta de profissionais e equipamentos, enquanto áreas centrais, como Santana, possuem acesso mais facilitado. Recentemente, novas Unidades Básicas de Saúde (UBSs) e UPAs foram inauguradas em distrios como Cachoeirinha, buscando reduzir essas desigualdades.

### Transportes

#### Rodoviário
O transporte urbano é bem estruturado em alguns bairros da região, mas a oferta limitada em bairros afastados. Na divisão da SP Trans, empresa que administra o transporte coletivo do município, os ônibus da Zona Nordeste têm cor azul escura, e os da Zona Noroeste, cor verde clara. Possui linhas de ônibus intermunicipais dos consórcios InterNorte e Anhanguera da EMTU, que ligam a região a cidades da Região Metropolitana.
Possui terminais de ônibus, criados com a finalidade de garantir a integração  rápida entre o Metrô às linhas de ônibus municipais de São Paulo (por bilhetagem eletrônica), sob responsabilidade da SPTrans, através do Bilhete Único. Entre esses projetos, temos os terminais Cachoeirinha, Casa Verde e Santana. Abriga também o Terminal Rodoviário Tietê, inaugurado em 1982, localizado na Avenida Cruzeiro do Sul, no distrito de Santana, com acesso para Estação Portuguesa-Tietê da Linha 1 - Azul do Metrô de São Paulo. Trata-se do maior terminal rodoviário da América Latina e o segundo maior do mundo, superado apenas pelo Terminal Rodoviário de Nova Iorque.
O congestionamento de veículos na região é recorrente, principalmente, na Marginal Tietê e nos distritos de Santana e Tucuruvi, e não é restrito aos horários de pico, entre as 7h às 10h da manhã e as 5h às 8h da noite. Desde 1996, a prefeitura adota medidas paliativas para amenizar os problemas causados pelo trânsito, como a adoção do Rodízio Municipal, porém que não abrange a região, pois não está localizada no Centro Expandido da cidade. Há também a restrição da circulação de caminhões e veículos de carga nas principais vias expressas da região, classificadas pela CET como Zona de Máxima Restrição de Circulação (ZMRC): Marginal Tietê e rodovias Anhanguera, Dutra, Fernão Dias, Bandeirantes e Ayrton Senna, entre nos dias de semana das 5h às 21h, e aos sábados, das 10h às 14h, não sendo aplicada em feriados.
A construção do trecho norte do Rodoanel Mário Covas (SP-21) iniciou-se em 2013. Trata-se de um anel rodoviário de 176 km de extensão que circunda a região central da Grande São Paulo. O eixo norte se conectará ao trecho oeste, na Avenida Raimundo Pereira de Magalhães em Perus, ao trecho leste, na intersecção com a Rodovia Dutra, atravessando os municípios de São Paulo, Guarulhos e Arujá. O projeto inclui acessos à Rodovia Fernão Dias e uma ligação exclusiva ao Aeroporto de Guarulhos.
O trecho busca aliviar o tráfego da Marginal Tietê, desviando veículos vindos de Minas Gerais, do Vale do Paraíba e do Rio de Janeiro em direção ao Sul do país. Contudo, a construção enfrentou desafios ambientais, como a preservação da Serra da Cantareira, parte do Cinturão Verde de São Paulo, reconhecido pela UNESCO, além de preocupações com o impacto no Sistema Cantareira, responsável pelo abastecimento de água da capital. Após atrasos na licitação e financiamento pelo Banco Interamericano de Desenvolvimento (BID), a previsão inicial de conclusão da obra foi estipulada para 2026. Estima-se que o trecho norte receberá 65 mil veículos por dia, sendo 30 mil caminhões.

#### Ferroviário
Apresenta estações da Linha 1–Azul do Metrô que conectam os distritos de Santana e Tucuruvi (Nordeste) aos distritos das zonas Central e Sul da cidade. Já o trecho ferroviário da Linha 7–Rubi da CPTM foi construído pela extinta São Paulo Railway em 1867 e posteriormente integrado a Estrada de Ferro Santos-Jundiaí. Corresponde ao teixo ferroviário mais antigo do estado ainda em operação. Atende os distritos de Pirituba, Jaraguá e Perus (Noroeste) conectando-os tanto com as zonas Oeste e Central da cidade, quanto aos municípios da Região Metropolitana de São Paulo,Caieiras, Franco da Rocha e Francisco Morato; e aos municípos da Região Metropolitana de Jundiaí (Várzea Paulista, Campo Limpo Paulista e Jundiaí).
A Linha 6–Laranja é um projeto em construção da Companhia do Metropolitano de São Paulo com prazo de conclusão previsto para o ano de 2026, considerada a maior obra de infraestrutura em andamento na América Latina. Na sua primeira fase, ligará a estação São Joaquim (Zona Central/Linha 1–Azul), passando pelo distrito da Freguesia do Ó e finaliza em estação localizada na Brasilândia. Por passar nas imediaçoes de diversas instituições universitárias, como UNIP, FMU, FGV, PUC-SP, Universidade Presbiteriana Mackenzie e FAAP, foi apelidada de "Linha das Universidades".
Há também um projeto do Metrô para prolongamento da Linha 2–Verde até a Rodovia Presidente Dutra, com uma parada na Avenida Educador Paulo Freire, Parque Novo Mundo, com previsão de entrega no ano de 2029. Além da construção de uma nova linha férrea, a Linha 19–Celeste, que ligará o Anhangabaú ao Bosque Maia em Guarulhos, passando pelos distritos de Vila Guilherme e Vila Maria.

#### Aeroviário
A região é atendida pelo Aeroporto Campo de Marte, o primeiro terminal aeroportuário do município, onde predominam o tráfego de helicópteros e aviões de pequeno porte, particulares ou de empresas de Táxi aéreo, a denominada área de aviação geral. Apresenta em sua extensão o Aeroclube de São Paulo e abriga a maior frota de helicópteros do Brasil e sua infraestrutura permite que São Paulo abrigue a maior frota do mundo desse tipo de aeronave, tendo superado a de Nova York. Atualmente é o quinto mais movimentado do país, sendo administrativamente compartilhado, com parte de sua área física sob controle do Comando da Aeronáutica e outra sob a administração da PAX Aeroportos.

## Cultura
A cultura da região é marcada por uma rica diversidade de manifestações artísticas e esportivas. O Carnaval é um dos grandes destaques, contando com escolas de samba tradicionais como Rosas de Ouro e Império de Casa Verde, que representam a área no Sambódromo do Anhembi. A música tem forte influência do samba, pagode e outros gêneros que animam a vida cultural local. Nos esportes, destacam-se clubes históricos, como o Clube Esperia, e campos de várzea, que são essenciais para o futebol amador.
A região é berço do grafite paulistano desde os anos 1980 e 1990, principalmente na Avenida Cruzeiro do Sul. Nessa via foi criado em 2011 o Museu Aberto de Arte Urbana de São Paulo, o primeiro do tipo no Brasil e do mundo. Abriga um conjunto de 66 painéis de grafite instalados nos pilares que sustentam o trecho elevado da Linha 1-Azul do Metrô de São Paulo, feitos por diversos artistas. As obras expostas nas colunas do museu serão trocadas anualmente.
A ZN abriga uma série de equipamentos culturais de destaque, como o Centro de Tradições Nordestinas (CTN), o Parque da Juventude Dom Paulo Evaristo Arns, a Biblioteca de São Paulo, o Teatro Alfredo Mesquita, o Museu Memória do Jaçanã, além de Casas de Cultura e Fábricas de Cultura que atuam como polos de difusão artística e formação cultural. Apesar de sua riqueza cultural, a região historicamente recebeu menos investimentos em equipamentos culturais do que as zonas central e oeste .

Nos últimos anos, políticas públicas têm buscado reverter esse quadro, promovendo a descentralização e a democratização do acesso à cultura. O programa Fábricas de Cultura, com unidades em Brasilândia e Vila Nova Cachoeirinha, oferece atividades gratuitas de circo, dança, música, grafite, exposições, leitura, escrita criativa, teatro, shows e tecnologia. Casas de cultura, como: Brasilândia, Freguesia do Ó Salvador Ligabue, Tremembé e Vila Guilherme – Casarão, oferecem oficinas, apresentações, exposições e eventos culturais gratuitos, promovendo a produção cultural local. A requalificação e reabertura de espaços, como a Casa de Cultura da Brasilândia em 2025, reforçam o compromisso com a valorização cultural da região.
O bairrismo é uma característica marcante de seus moradores, que demonstram forte apego à região e raramente a deixam, mesmo quando alcançam melhores condições financeiras. Essa lealdade ao bairro é comparada ao bairrismo tradicional de regiões como a Mooca, e reflete um senso de pertencimento e valorização local.

### Bens tombados
Possui diversos bens tombados como: o Sítio Morrinhos (1702), o Núcleo original da Freguesia do Ó, as Cavas de ouro históricas do Jaraguá, a Estação Ferroviária de Perus (1867), a Capela de São Sebastião do Barro Branco (1872), o Palacete Baruel (1879), a Estação Ferroviária de Jaraguá (1891), o Casarão da Fazendinha, o Sítio Santa Luzia, o Horto Florestal de São Paulo (1896), a Escola Estadual Padre Antônio Vieira (1911), o Asilo do Jaçanã, o Casarão do Anastácio (1920), a Companhia Brasileira de Cimento Portland Perus (1924), o Grupo Escolar de Vila Guilherme (1924), a Biblioteca Narbal Fontes (1925), o Clube Holandês (1927), o Castelinho de Pirituba (1934), o Parque Estadual do Jaraguá (1961), o Parque Estadual da Cantareira (1962) e diversos imóveis residenciais históricos nos bairros de Vila Maria e Água Fria. 

### Eventos e museus
Abriga diversos museus como: o Museu Aberto de Arte Urbana de São Paulo, o Museu do Dentista, que preserva a história da odontologia no país, o Arquivo Público do Estado‎‎, uma das principais fontes para pesquisas documentais no país, o Museu Florestal Octávio Vecchi, o Museu Memória do Jaçanã, o Sítio Morrinhos e o Museu Penitenciário Paulista.  
É um dos berços do Carnaval Paulistano, sendo o lar de importantes escolas de samba. Nela se situa o Sambódromo do Anhembi, onde são realizados anualmente os desfiles. A região apresenta 20 agremiações, muitas delas participantes Grupo Especial, exemplo da escolas: Império da Casa Verde, Mocidade Alegre, Unidos do Peruche, Acadêmicos do Tucuruvi, X-9 Paulistana, Rosas de Ouro, Morro da Casa Verde e Unidos de Vila Maria.
Além do carnaval, a região abriga eventos importantes, como: a Marcha para Jesus, o maior evento gospel do mundo; o show do 1 de Maio da Força Sindical e o Domingo Aéreo no Parque de Material Aeronáutica de São Paulo. Abrigou também as visitas de Papas ao país.

### Música
| “ | "Moro em Jaçanã, se eu perder esse trem Que sai agora às 11 horas, só amanhã de manhã…" Trem das Onze - Adoniran Barbosa (1912-1982) | ” |

A música é outro ponto forte da cultura local. A região é conhecida por suas tradicionais rodas de samba e pela forte presença de gêneros como o rap e o hip-hop e além das escolas de samba, localizadas em distritos como Casa Verde, Limão e Freguesia do Ó.
O distrito do Jaçanã, foi eternizado na música "Trem das Onze" de Adoniran Barbosa, classificada na décima quinta posição entre "as 100 maiores músicas brasileiras de todos os tempos", pela revista Rolling Stone Brasil. O distrito de Santana foi berço de dois grupos musicais que fizeram sucesso em suas épocas: o grupo de pagode Jeito Moleque e a dupla Os Vips, sucesso da Jovem Guarda.
Na Vila Maria nasceu o movimento musical Vanguarda Paulista, que virou tese de Marilia Pacheco Fiorillo, jornalista e acadêmica da USP. A vanguarda tinha o grupo de teatro Lira Paulistana como inspiração e Arrigo Barnabé e Itamar Assumpção como expoentes. Os shows do grupo aconteciam na Praça Santo Eduardo, uma das principais do distrito.
Alguns de seus moradores e ex-moradores do ramo artístico são: Agnaldo Rayol (1938-2024), Leandro Lehart (1972), Marcos Pasquim (1969), Negra Li (1979), Rick Bonadio (1969),, Emicida (1985), Projota (1986), Sérgio Reis (1940) e Ugo Giorgetti (1942).

### Mídia
A região abriga importantes veículos de comunicação e espaços culturais. Entre os estúdios de televisão, da TV Excelsior e do SBT com a extinta TVS, localizados na Vila Guilherme, onde era gravada boa parte dos programas do canal até o fim dos anos 1990, quando as gravações se transferiram para a região da Rodovia Anhanguera Esses estúdios foram responsáveis pela produção de programas icônicos da televisão brasileira, como o "Programa Silvio Santos" e "A Praça é Nossa". Além disso, a região foi sede da Rede Manchete, no distrito da Casa Verde, uma das emissoras mais inovadoras do Brasil durante as décadas de 1980 e 1990.
A presença de grandes grupos de mídia, como o a sede do jornal Estadão e do Grupo Abril, que teve parte de suas operações na região, também marcou a história local. A Abril foi responsável por publicações influentes, como a revista "Veja", que moldaram a cultura e a sociedade brasileira.
Possui poucos teatros em comparação ao centro da cidade, mas conta com espaços relevantes, como o Teatro Alfredo Mesquita, o Teatro Santana, o Teatro Jardim São Paulo e o teatro do SESC Santana, melhor teatro da região segundo o GuiaFolha 2024. Devido a oferta limitada muitos moradores precisam se deslocar para áreas mais centrais da cidade para acessar uma maior variedade de produções artísticas.
A região foi cenário de produções teledramáticas e cinematográficas. O distrito de Brasilândia foi cenário do filme Eles não usam Black-tie (1981), adaptação da peça teatral homônima de Gianfrancesco Guarnieri; nas séries Antônia, Sintonia e Cidade dos Homens, nas novelas A Favorita, I Love Paraisópolis e Haja Coração. Santana foi cenário nas novelas Rainha da Sucata, Tiro e Queda e Passione, e no documentário O Prisioneiro da Grade de Ferro (Autorretratos), na série de televisão americana Prison Break, nos livros Estação Carandiru de Dráuzio Varela e Diário de um detento e no filme Carandiru, de Hector Babenco (2003).
O distrito do Mandaqui no filme Bicho de Sete Cabeças e a Casa Verde nas novelas A Viagem (1975) e Sangue Bom (2013). O distrito do Limão foi homenageado por Mauricio de Sousa, com o "Bairro do Limoeiro", logradouro fictício dos quadrinhos da Turma da Mônica.

### Esportes
A região possui uma rica tradição esportiva, sobretudo nos esportes aquáticos. A prova da Travessia de São Paulo a Nado, criada por Cásper Líbero, ocorreu pela primeira vez em 1924 no Tietê. Iniciava-se na ponte da Vila Maria, passando pelo bairro da Corôa (Vila Guilherme) e finalizava nas proximidades do Clube Esperia na Ponte Grande. A competição possuia cinco quilômetros e meio e foi realizada até 1944, quando a poluição já começava a afetar o rio onde o evento acontecia. Foram 20 edições anuais realizadas ao todo. Era a prova mais disputada, reunindo mais do que 1.900 atletas. O Esperia, fundado em 1899 por italianos com o nome Club Esperia Societá Italiana di Canottieri, está localizado às margens da Marginal Tietê, sendo um dos clubes esportivos mais antigos da cidade, tendo o remo como esporte principal, praticado no Tietê. Outros clubes da região são: a Associação dos Oficiais da Polícia Militar (AOPM), Associação Atlética Banco do Brasil (AABB) e o Clube Atlético Tremembé (CAT) no Tremembé, o Acre Clube no Jardim França, o Centro Esportivo Jardim São Paulo e o Centro Esportivo Vila Maria.
Os campos de várzea são uma das marcas registradas da região. Áreas como Brasilândia, Freguesia do Ó e Jaraguá possuem uma forte tradição no futebol amador, com campos que abrigam torneios comunitários e campeonatos locais que movimentam os bairros. Clubes como a Associação Atlética Anhanguera e o Clube de Campo Associação Atlética Guapira são exemplos clubes locais. Possui um time de rugby, o Pirituba Rugby Clube.
Um dos espaços mais importantes para a prática esportiva na região é o Parque da Juventude, localizado onde antes funcionava o Complexo Penitenciário do Carandiru. O parque oferece infraestrutura moderna para esportes como basquete, skate, futebol e vôlei, além de áreas para caminhadas e exercícios ao ar livre.
A proximidade com a Serra da Cantareira e o Pico do Jaraguá faz da região um destino para praticantes de esportes ao ar livre. Trilhas e percursos de trekking são muito procurados por moradores e visitantes, oferecendo vistas panorâmicas da cidade. O ciclismo também é uma prática comum, com grupos organizados que utilizam as rotas da serra para treinos e lazer. No Pico do Jaraguá, são realizados esportes de montanha.
O Sambódromo do Anhembi, conhecido principalmente pelos desfiles de carnaval, também é palco de corridas de rua e eventos de ciclismo - Oi Mega Rampa no ano de 2008, sediou também a São Paulo Indy 300 e o EPrix de São Paulo, no chamado Circuito Anhembi.
Além do piloto Ayrton Senna, nasceram e viveram na região diversos esportistas, como: os futebolistas Carlos Alberto Seixas (1959), Gabriel Jesus (1997) e Gabi Nunes (1997); o jogador de volei Serginho (1975), o jogador de basquete Leandrinho (1982), a nadadora Maria Lenk (1915-2007), o piloto de automobilismo Chico Landi (1907-1989), o massagista da seleção brasileira de futebol Mário Américo (1912-1990), o atleta Adhemar Ferreira da Silva (1917-2001) e o pugilista Éder Jofre (1936-2022).

### Listas
- Lista das cidades mais populosas do mundo
- Lista de arranha-céus da cidade de São Paulo
- Lista de capitais brasileiras por IDH
- Lista de cidades por PIB
- Lista de municípios de São Paulo por IDH
- Lista de municípios de São Paulo por população
- Lista de subprefeituras de São Paulo por Índice de Desenvolvimento Humano
- Lista dos cem municípios mais populosos do Brasil (2010)
- Lista dos municípios de São Paulo por área
- Subprefeituras do município de São Paulo

1. Média feita entre o valor de IDH Das Subprefeituras da região.